# 20. März
Der 20. März ist der 79. Tag des gregorianischen Kalenders (der 80. in Schaltjahren), somit bleiben 286 Tage bis zum Jahresende.
Am 20. oder am 21. März findet das Frühlingsäquinoktium (Tagundnachtgleiche) statt. 
Im kurdischen und iranischen Kalender ist der 21. März in der Regel der Neujahrstag (manchmal aber auch der 20. oder der 22. März).

## Ereignisse

### Politik und Weltgeschehen
- 44 v. Chr.: Im Rahmen der Bestattung von Julius Caesar verliest Marcus Antonius, Freund und Mitkonsul, vor der Rednertribüne auf dem Forum Romanum das Testament des Ermordeten und zeigt den Römern das blutige, von 23 Dolchstößen zerrissene Gewand des Diktators, was zu teils tumultartigen Unruhen der Stadtbevölkerung führt.
- 1381: Der zweite Rheinische Städtebund entsteht. Er wird im weiteren Jahresverlauf durch das Zusammengehen mit dem Schwäbischen Städtebund zum Süddeutschen Städtebund vergrößert. Insbesondere mittelgroße Reichsstädte wollen sich mit dem Bündnis gegen territoriale Gelüste benachbarter Landesfürsten schützen.

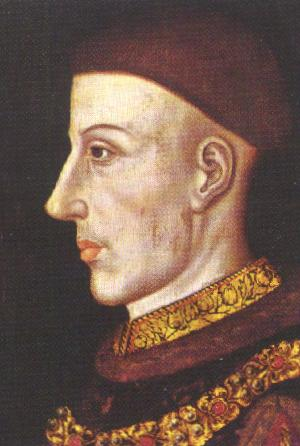
1413: Heinrich V.

- 1413: Heinrich V. folgt seinem Vater Heinrich IV. nach dessen Tod als zweiter König aus dem Hause Lancaster auf den englischen Thron.

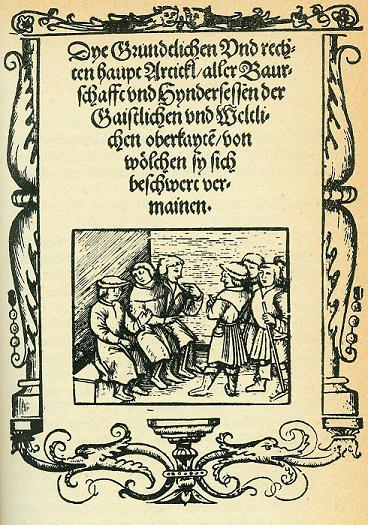
1525: Die zwölf Artikel

- 1525: Vertreter dreier oberschwäbischer Bauerngruppen verabschieden während des Deutschen Bauernkrieges in der mit ihnen sympathisierenden freien Reichsstadt Memmingen die Zwölf Artikel als ihr Manifest und die Bundesordnung als Verfassung der Oberschwäbischen Eidgenossenschaft. Sie gelten als die ersten schriftlich niedergeschriebenen Menschenrechte der Welt und die erste Verfassunggebende Versammlung in Deutschland.
- 1739: Nach Tumulten in der Bevölkerung Delhis, die sich gegen das Eintreiben von Vermögenswerten durch persische Soldaten gewehrt hat, beginnt auf Befehl des Warlords Nadir Schah in der Stadt ein Massaker, dem mindestens 20.000 Menschen zum Opfer fallen.
- 1792: Die französische Nationalversammlung gestattet den Einsatz der Guillotine.
- 1799: Im Rahmen seines Ägyptenfeldzuges im Zweiten Koalitionskrieg beginnt Napoleon Bonaparte mit der Belagerung der syrischen Stadt Akkon, die er nach 61 Tagen ergebnislos abbrechen muss.
- 1800: In der Schlacht von Heliopolis schlägt die französische Expeditionsarmee unter dem Befehl von Jean-Baptiste Kléber osmanische Truppen unter dem Großwesir Jussuf Pascha vernichtend.
- 1814: Während der Befreiungskriege beginnt die zweitägige Schlacht bei Arcis-sur-Aube zwischen der französischen Armee unter Napoleon Bonaparte und einer dreimal so großen österreichischen Armee unter Feldmarschall Karl Philipp zu Schwarzenberg.
- 1815: Napoleon Bonaparte, der Verbannung auf Elba entflohen, zieht während seiner „Herrschaft der Hundert Tage“ in Paris ein.

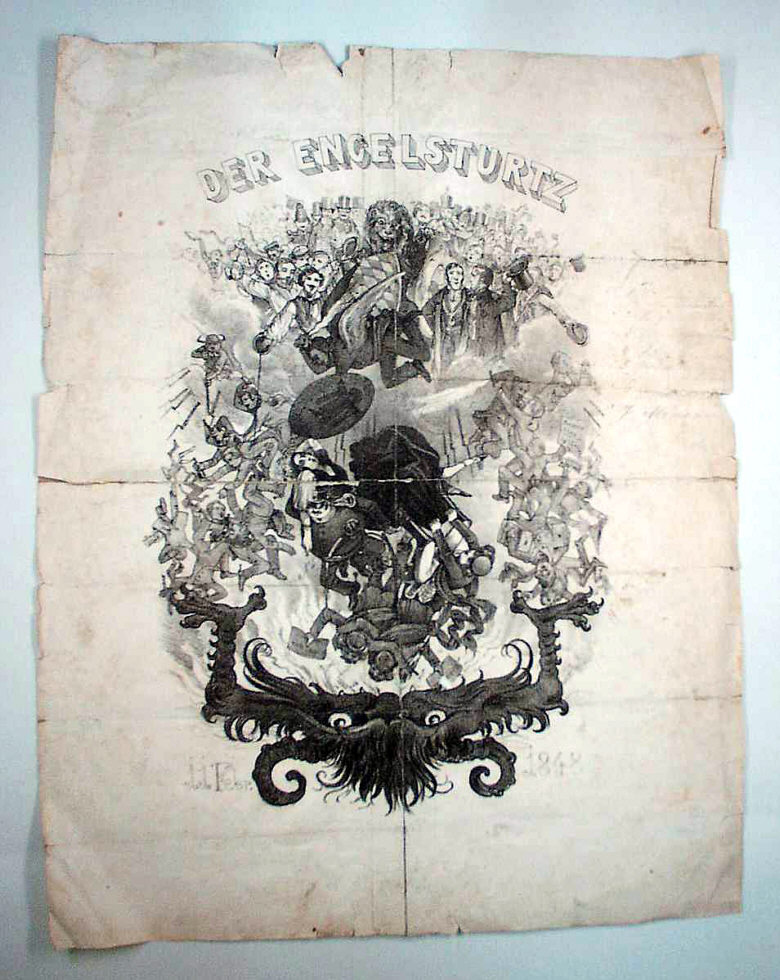
1848: Der Engelssturz, satirische Darstellung der Affäre

- 1848: Ludwig I. dankt während der Märzrevolution nicht zuletzt aufgrund seiner Affäre mit der Tänzerin Lola Montez zugunsten seines Sohnes Maximilian II. als König von Bayern ab.

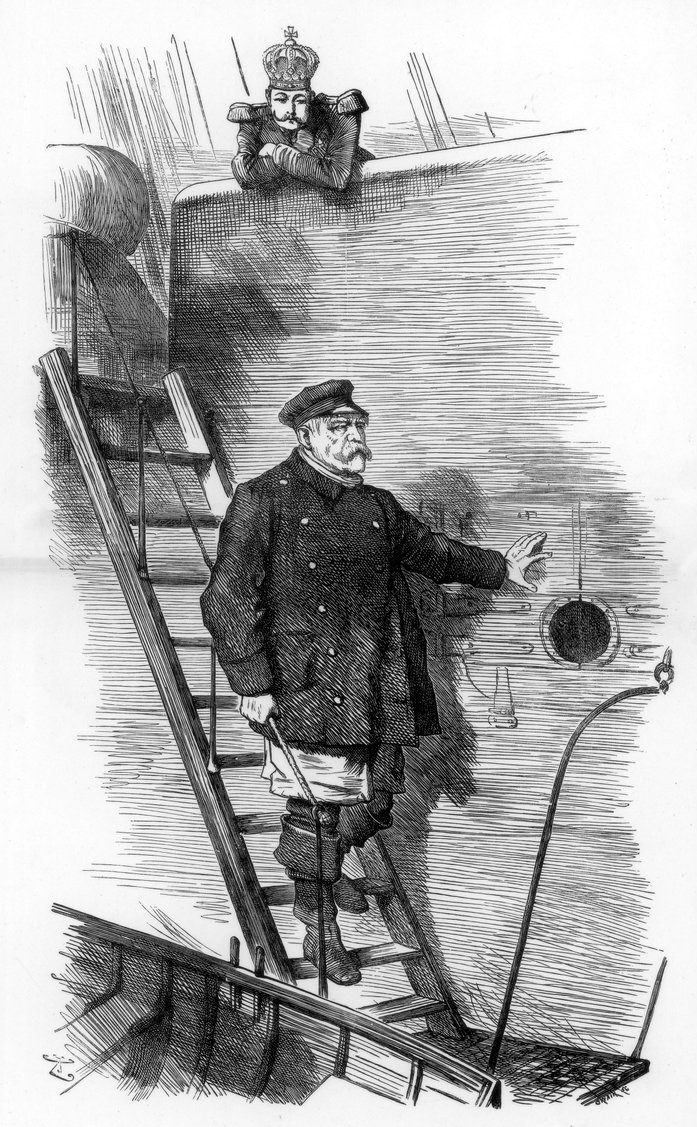
1890: Punch-Karikatur zur Entlassung Bismarcks

- 1890: Otto von Bismarck wird seinem Antrag gemäß als deutscher Reichskanzler entlassen, nachdem es zu Kompetenzstreitigkeiten zwischen ihm und Kaiser Wilhelm II. gekommen ist. Neuer Reichskanzler wird Leo von Caprivi.
- 1913: Song Jiaoren, aussichtsreicher Kandidat der Kuomintang für den Posten des Premierministers in der Republik China, wird von einem Attentäter angeschossen und stirbt zwei Tage später. Der autoritär regierende Präsident Yuan Shikai gilt als mutmaßlicher Drahtzieher des Anschlags.
- 1919: Mit dem huelga de La Canadiense setzt die Confederación Nacional del Trabajo den Achtstundentag in Spanien durch.
- 1921: Bei der Volksabstimmung im Gefolge des Versailler Vertrags stimmen in Oberschlesien bei einer Wahlbeteiligung von 98 % 59,6 % für den Verbleib beim Deutschen Reich, 40,4 % für Polen. Als Folge beginnt am 2. Mai der dritte Aufstand der Polen in Oberschlesien gegen die Deutschen.
- 1942: Als Vergeltung für die Ermordung von zwei deutschen Polizisten werden 100 Einwohner der polnischen Stadt Zgierz von den Nationalsozialisten erschossen.
- 1945: Einen Monat vor Adolf Hitlers 56. Geburtstag treten unter der Führung des Reichsjugendführers Artur Axmann u. a. zwanzig Hitlerjungen im Hof der Neuen Reichskanzlei an, um von Hitler persönlich mit dem Eisernen Kreuz ausgezeichnet zu werden. Dies gilt als der letzte öffentliche Auftritt Hitlers und ist filmisch und fotografisch festgehalten worden.
- 1948: Deutsche Teilung: Der sowjetische Militärgouverneur Wassili Danilowitsch Sokolowski verlässt aus Protest gegen die Londoner Sechsmächtekonferenz den Alliierten Kontrollrat, der nie wieder zusammentritt.
- 1956: Tunesien, seit 1881 französisches Protektorat, erlangt seine volle Unabhängigkeit von Frankreich.
- 1986: Jacques Chirac wird nach dem Wahlsieg seiner Partei Rassemblement pour la République zum zweiten Mal Premierminister von Frankreich. Es kommt zur ersten Cohabitation mit dem Sozialisten François Mitterrand als Staatspräsident.
- 1995: Mitglieder der japanischen Organisation Ōmu Shinrikyō verüben in der U-Bahn von Tokio einen Giftgasanschlag mit Sarin. Dabei kommen 13 Menschen ums Leben, über 6.000 werden verletzt.
- 2001: Auf dem Gründungskongress der Dienstleistungsgewerkschaft Ver.di wird Frank Bsirske zum Vorsitzenden gewählt.
- 2003: Noch vor Tagesanbruch beginnt mit einem gezielten Bombardement auf Bagdad der Dritte Golfkrieg der „Koalition der Willigen“ unter der Führung der Vereinigten Staaten gegen den Irak.
- 2016: Barack Obama besucht als erster Präsident seit Calvin Coolidge 88 Jahre zuvor Kuba und setzt damit einen vorläufigen Wendepunkt in den bilateralen Beziehungen.

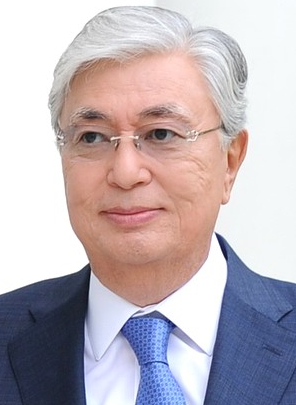
Qassym-Schomart Toqajew

- 2019: Qassym-Schomart Toqajew wird Präsident Kasachstans.
- 2019: Die kasachische Hauptstadt Astana erhält zu Ehren des langjährigen Präsidenten Nursultan Nasarbajew den Namen Nur-Sultan.
- 2020: Wegen der COVID-19-Pandemie in Bayern wird eine Ausgangsbeschränkung veröffentlicht,[1] die anderen Bundesländer folgen am 22. März mit ähnlichen Regelungen.

### Wirtschaft

1602: Das Siegel der Compagnie

- 1602: Die Niederländische Ostindien-Kompanie bietet anlässlich ihrer Gründung eine Teilhaberschaft an der Gesellschaft mittels Anteilscheinen an. Diese können als die ersten Aktien in der Wirtschaftsgeschichte bezeichnet werden.
- 1883: In Paris wird von 11 Staaten die Pariser Verbandsübereinkunft zum Schutz des gewerblichen Eigentums, einer der ersten internationalen Verträge auf dem Gebiet des Gewerblichen Rechtsschutzes, geschlossen. Dem Vertrag gehören heute 171 Nationen an.
- 1949: In den drei Berliner Westsektoren wird die DM alleiniges gesetzliches Zahlungsmittel. Die Westalliierten beenden damit die seit der Währungsreform parallele Gültigkeit der Ostmark.
- 1970: Bundespräsident Gustav Heinemann eröffnet mit dem Terminal 1 den Flughafen Köln/Bonn.
- 1972: Der Internationale Flughafen der Seychellen wird von der britischen Königin Elisabeth II. eröffnet.
- 2010: Im Süden Islands ereignen sich die ersten Eruptionen im Gebiet des Eyjafjallajökull, die im weiteren Verlauf eine bis dahin beispiellose Beeinträchtigung des Luftverkehrs in Europa zur Folge haben werden.

### Wissenschaft und Technik

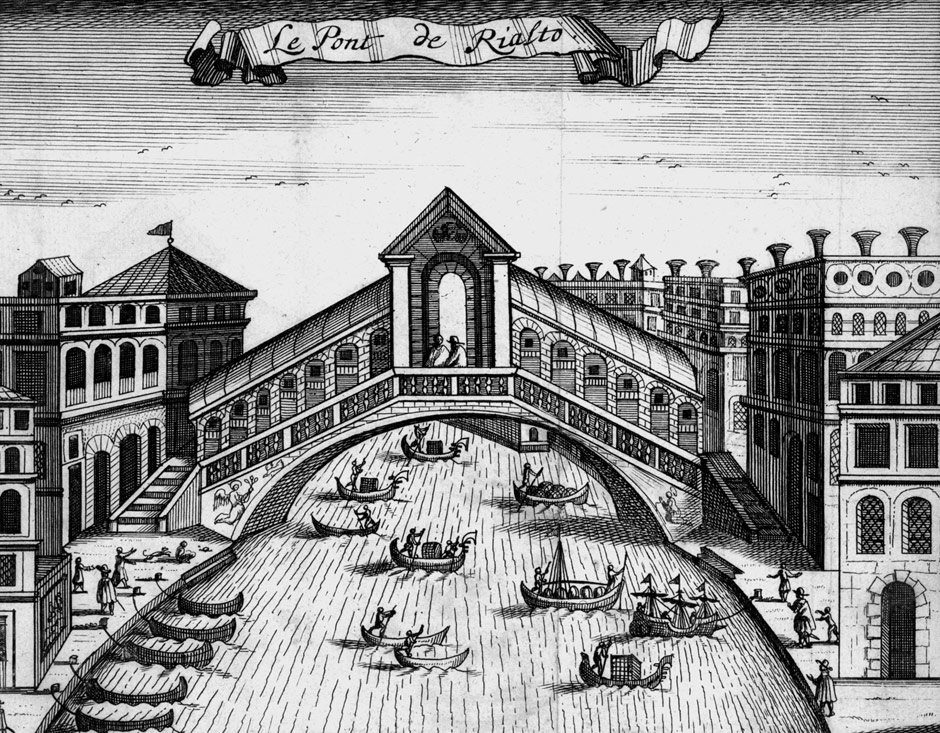
1591: Rialtobrücke (Darstellung von 1694)

- 1591: Die fertiggestellte Rialtobrücke in Venedig steht für den Verkehr zur Verfügung.
- 1781: Pierre Méchain beobachtet als Erster die Galaxien Messier 95 und Messier 96 im Sternbild Löwe.
- 1786: König Gustav III. gründet in Stockholm die Svenska Akademien zur Förderung der schwedischen Sprache und Literatur nach dem Vorbild der Académie française.

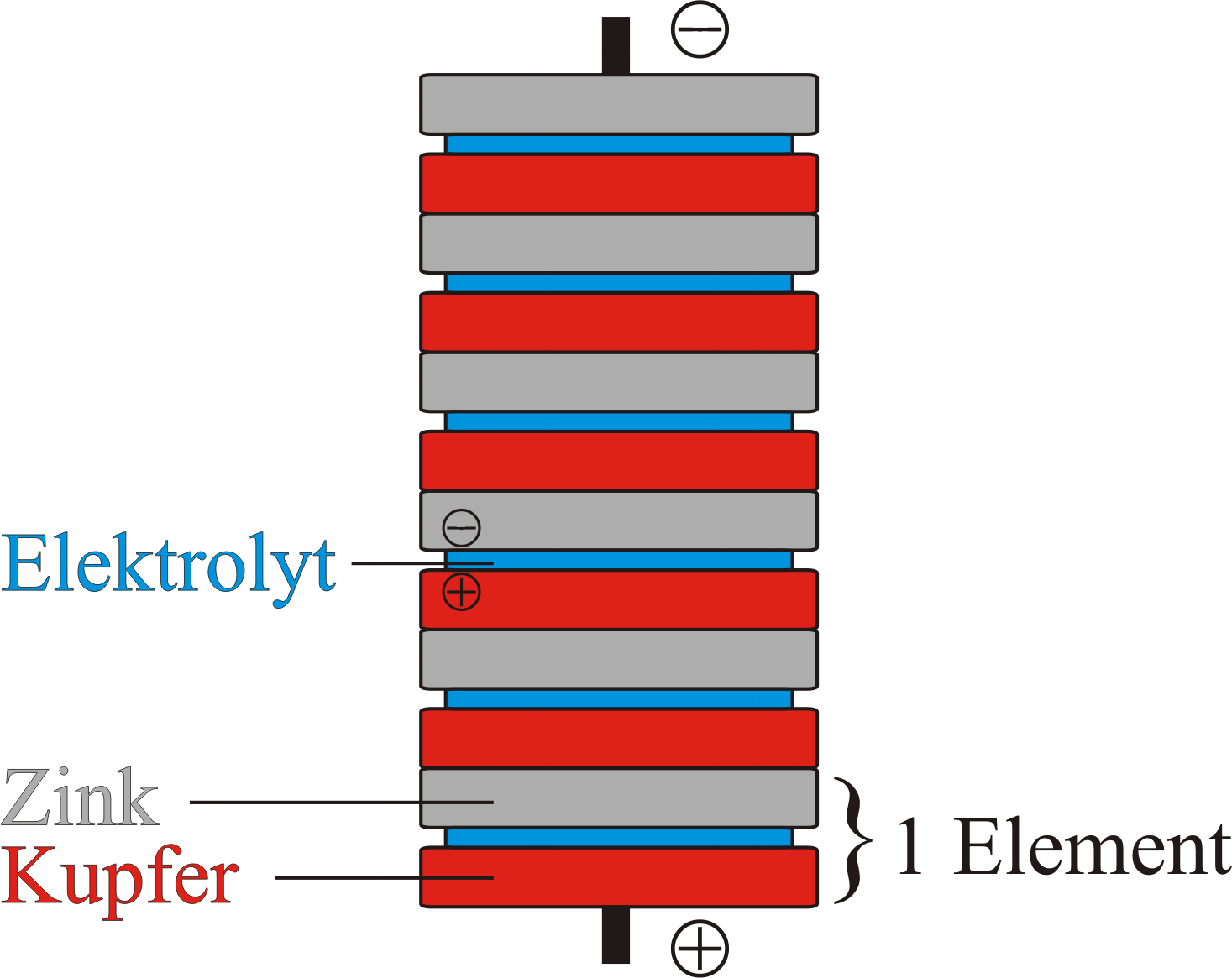
1800: Schema einer Voltaschen Säule

- 1800: Alessandro Volta informiert die Royal Society in London über eine von ihm erdachte Stromquelle, deren Prinzip als Voltasche Säule bekannt wird.
- 1882: Der französische Astronom Édouard Jean-Marie Stephan entdeckt eine Galaxienansammlung, die später als Seyferts Sextett bekannt wird.
- 1916: Albert Einstein veröffentlicht in der Fachzeitschrift Annalen der Physik den Artikel Die Grundlage der Allgemeinen Relativitätstheorie. Darin führt er die Gravitation auf ein geometrisches Phänomen in einer gekrümmten 4-dimensionalen Raumzeit zurück.
- 1964: Das Abkommen vom 14. Juni 1962 zur Gründung der European Space Research Organisation (ESRO) tritt in Kraft. Es handelt sich um eine der Vorgängerorganisationen der Europäischen Weltraumorganisation (ESA).

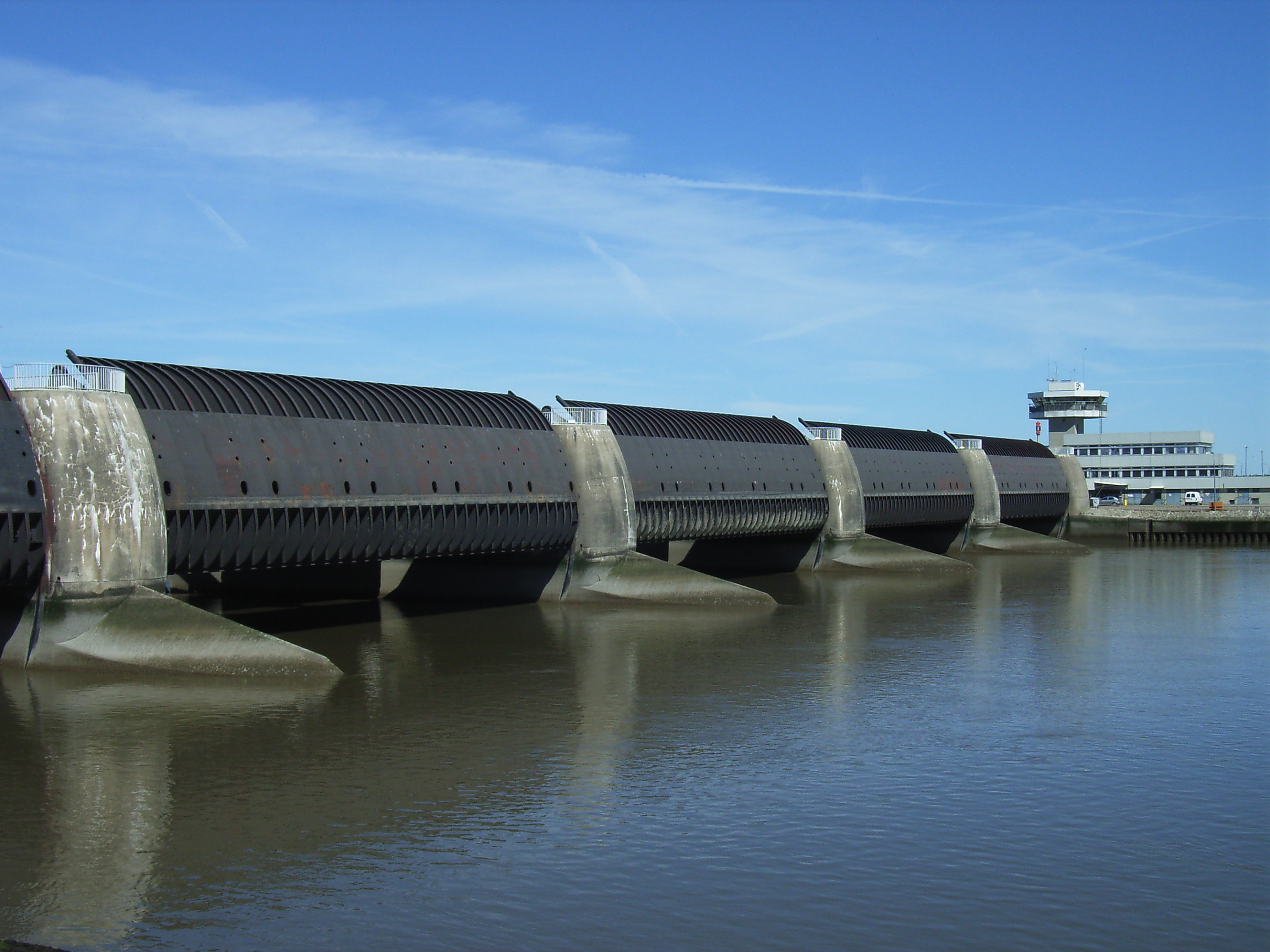
1973: Eidersperrwerk

- 1973: Bei Tönning im deutschen Bundesland Schleswig-Holstein wird mit dem Eidersperrwerk das größte Küstenschutz-Bauwerk Deutschlands eingeweiht.
- 2008: Emirates bietet als erste Fluglinie weltweit die Möglichkeit, mit dem Mobiltelefon auch während des Fluges zu telefonieren.

### Kultur
- 1212: Mit einer von Kaiser Otto IV. auf dem Frankfurter Reichstag besiegelten Urkunde wird die Gründung des Leipziger Thomanerchores bestätigt.

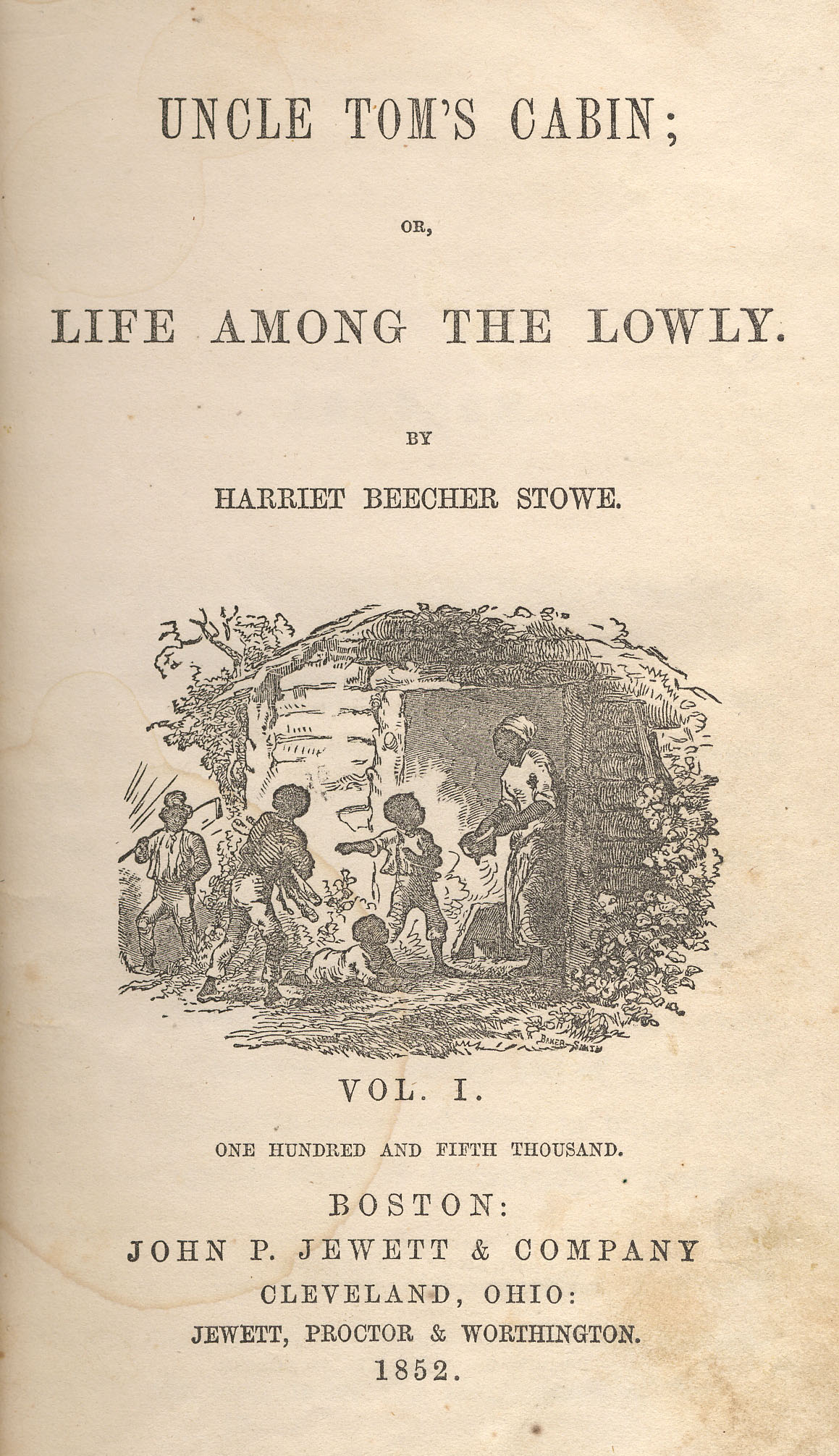
1852: Uncle Tom’s Cabin

- 1852: Der Roman Onkel Toms Hütte (Uncle Tom’s Cabin) von Harriet Beecher Stowe wird mit einer Auflage von 5.000 Stück erstmals in Buchform veröffentlicht. Das Werk ist innerhalb von 48 Stunden vergriffen.
- 1896: Die erste belegte öffentliche Filmaufführung Österreichs findet in der Wiener Lehr- und Versuchsanstalt für Photographie und Reproduktionsverfahren durch die Brüder Lumière statt.
- 1925: Die Uraufführung der Oper The Garden of Mystery von Charles Wakefield Cadman findet an der Metropolitan Opera in New York City statt.

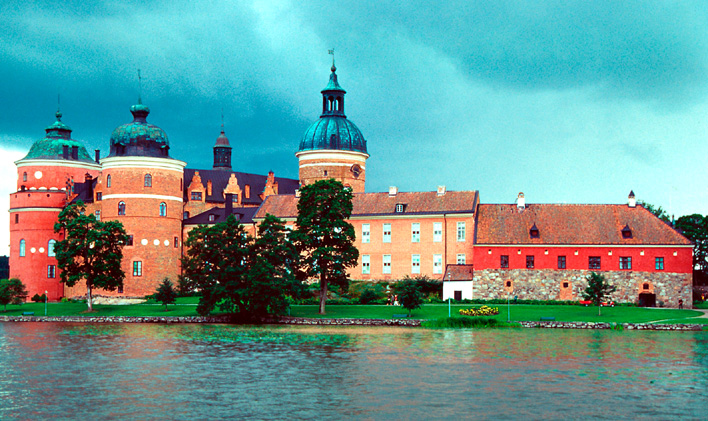
1931: Schloss Gripsholm

- 1937: In Baden-Baden wird im Rahmen des Musikfests der Internationalen Gesellschaft für Neue Musik das Ballett Die Kirmes von Delft von Sonja Korty (Choreografie und Libretto) nach der Musik von Hermann Reutter uraufgeführt.
- 1939: Im Hof der Hauptfeuerwache in Berlin-Kreuzberg werden tausende von den Nationalsozialisten als Entartete Kunst verfemte Kunstwerke aus öffentlichen Sammlungen verbrannt.
- 1963: Friedrich Dürrenmatts Komödie Herkules und der Stall des Augias wird im Schauspielhaus Zürich uraufgeführt.
- 1965: France Gall gewinnt mit dem Titel Poupée de cire, poupée de son den Grand Prix Eurovision de la Chanson.
- 1992: In den Kinos der Vereinigten Staaten startet der Paul-Verhoeven-Film Basic Instinct mit den Hauptdarstellern Michael Douglas und Sharon Stone.
- 2010: Einen Tag vor Johann Sebastian Bachs 325. Geburtstag wird das Bach-Museum Leipzig durch Bundespräsident Horst Köhler wiedereröffnet.
- 2010: In Freiburg im Breisgau wird das Augustinermuseum in einem ehemaligen Kloster wiedereröffnet, das Exponate aus der Zeit vom Mittelalter bis zum 19. Jahrhundert zeigt.

### Gesellschaft

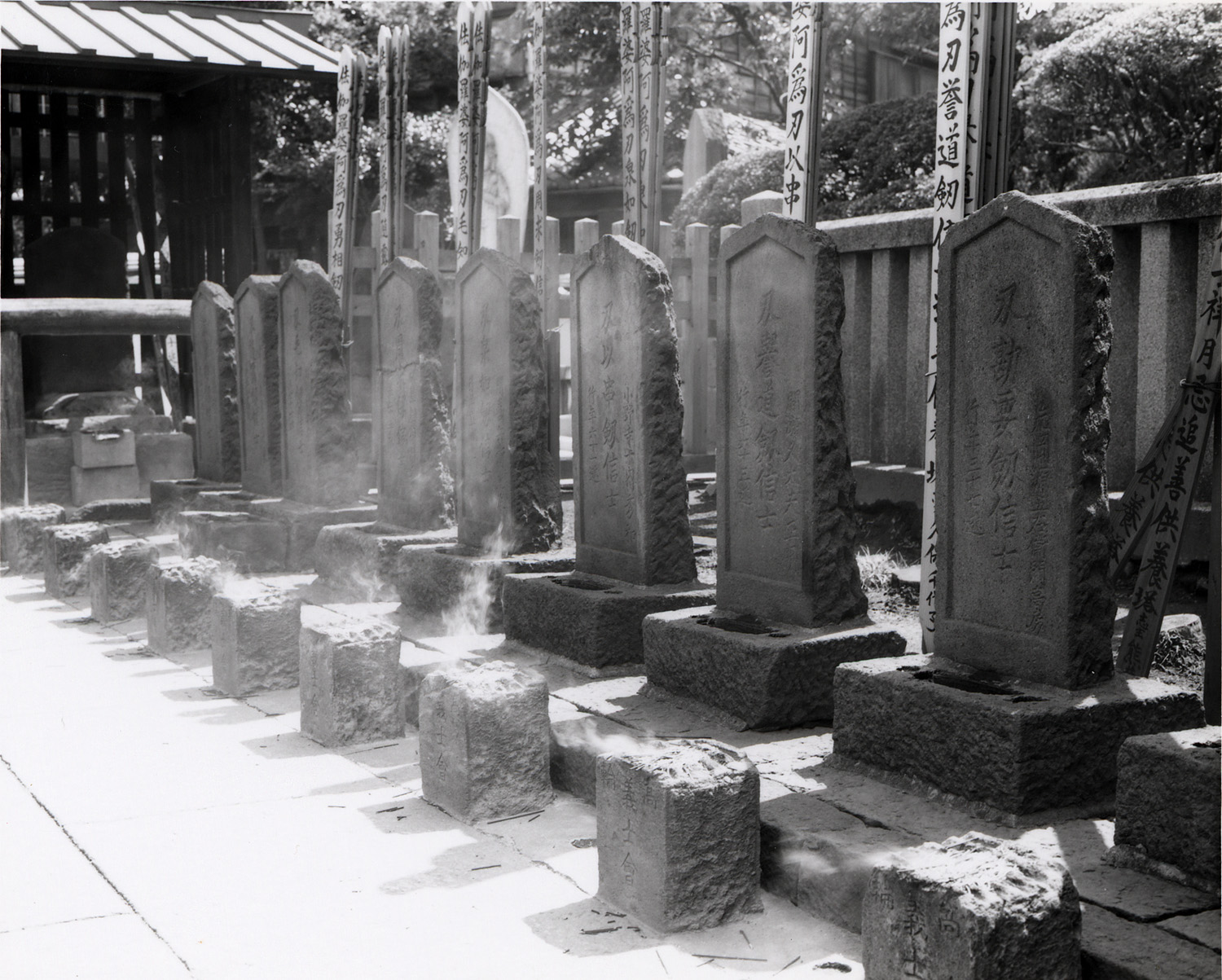
1703: Die Gräber der Rōnin in Sengaku-ji

- 1703: Die nach der Rache für den Tod ihres Fürsten in Edo zum Tode verurteilten 47 Rōnin begehen auf Anweisung des japanischen Shōgun Seppuku.
- 1899: Martha M. Place wird in New York des Mordes an ihrer Stieftochter für schuldig befunden und als erste Frau zum Tod auf dem elektrischen Stuhl verurteilt.
- 1969: Das Beatles-Mitglied John Lennon und die Künstlerin Yoko Ono heiraten in Gibraltar.
- 1981: Das Sport- und Erholungszentrum (SEZ), ein Prestigeobjekt der DDR, wird in Berlin eröffnet.

### Religion

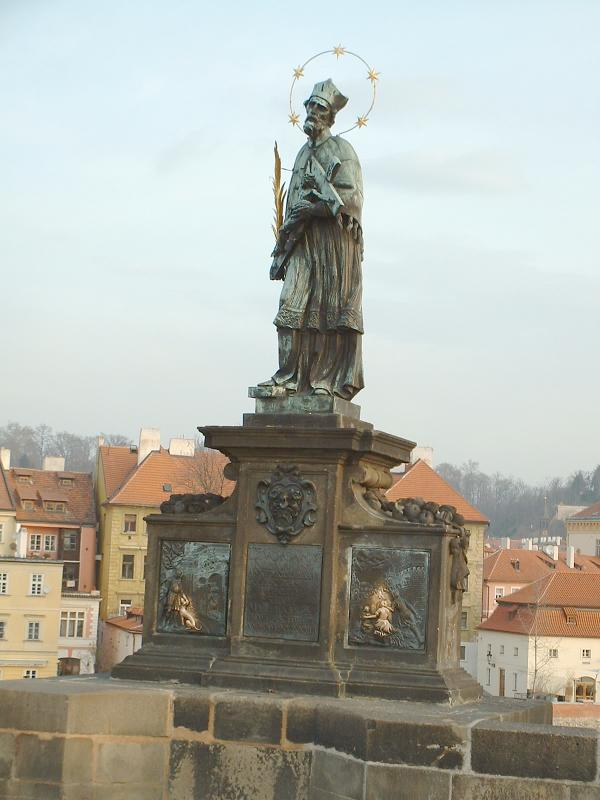
1393: Nepomuk-Statue auf der Prager Karlsbrücke

- 1393: Johannes Nepomuk, der Generalvikar des Erzbischofs von Prag, wird nach kirchlichen Intrigen von König Wenzel IV. von Böhmen gefangen genommen, gefoltert und schließlich in der Moldau ertränkt. Er wird in der katholischen Kirche als Märtyrer verehrt.

### Katastrophen
- 1731: Die italienische Stadt Foggia wird von einem Erdbeben teilweise zerstört. Es gibt etwa 2.000 Tote.
- 1760: Bei einem Stadtrand in Boston werden 175 Häuser und 174 Läden, etwa ein Zehntel der Stadt, zerstört.
- 1861: Ein Erdbeben zerstört die westargentinische Stadt Mendoza. Schätzungsweise 6.000 Tote, etwa ein Drittel der Einwohner, sind zu beklagen.
- 1912: An der Küste des australischen Bundesstaats Western Australia wird der Passagierdampfer Koombana von einem Zyklon versenkt. Alle 138 Menschen an Bord sterben.

Kleinere Unglücksfälle sind in den Unterartikeln von Katastrophe und in der Liste von Katastrophen aufgeführt.

### Sport
- 1966: Aus der Londoner Westminster Central Hall wird der Coupe Jules Rimet, die Siegestrophäe der Fußball-Weltmeisterschaften, entwendet. Er wird eine Woche später in einem Vorgarten vom Hund Pickles gefunden.
- 1993: Der Profiboxer Henry Maske aus Frankfurt (Oder) gewinnt durch einen Punktsieg gegen den US-Amerikaner Charles Williams die Weltmeisterschaft im Halbschwergewicht.
- 2002: Bei der Weltmeisterschaft im Eiskunstlauf im japanischen Nagano gewinnen Shen Xue und Zhao Hongbo aus China den Titel im Paarlaufen.

Einträge von Leichtathletik-Weltrekorden befinden sich unter der jeweiligen Disziplin unter Leichtathletik.

## Geboren

### Vor dem 18. Jahrhundert
- 0043 v. Chr.: Ovid, römischer Dichter
- 1142: Malcolm IV., schottischer König
- 1224: Sophie von Brabant, Herzogin von Brabant
- 1298: Thomas Wake, 2. Baron Wake, englischer Adeliger und Militär
- 1320: Lawrence Hastings, 1. Earl of Pembroke, englischer Magnat und Militär

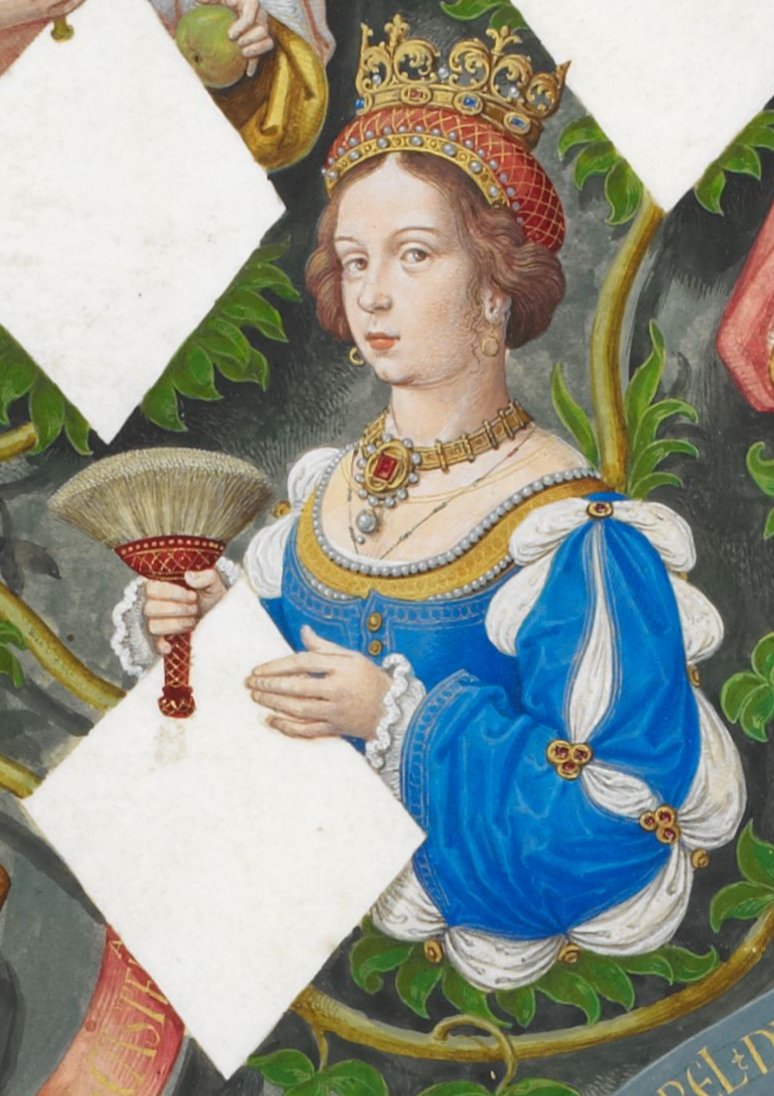
Johanna von Portugal (* 1439)

- 1439: Johanna von Portugal, Infantin von Portugal und Königin von Kastilien
- 1469: Cecily of York, englische Prinzessin
- 1479: Ippolito I. d’Este, Erzbischof und Kardinal
- 1502: Pierino Belli, piemontesischer Soldat und Jurist
- 1531: Johann Sagittarius, deutscher evangelischer Theologe
- 1559: Johann Friedrich Schröter, deutscher Mediziner
- 1572: Otto III., Herzog von Braunschweig-Harburg
- 1591: Philipp Wilhelm von Innhausen und Knyphausen, ostfriesischer Kommunalpolitiker
- 1605: Johann Ernst Pistoris, kursächsischer Oberhofrichter und Diplomat
- 1606: Georg von Derfflinger, brandenburgischer Generalfeldmarschall
- 1615: Dara Shikoh, Sohn des Großmoguls Shah Jahan, religiöser Denker, Mystiker und Dichter
- 1619: Georg Albrecht von Brandenburg-Kulmbach, deutscher Adeliger
- 1633: Jan de Baen, niederländischer Porträtmaler
- 1634: Balthasar Bekker, deutsch-niederländischer Theologe und Philosoph
- 1635: Elisabeth Amalie von Hessen-Darmstadt, Kurfürstin von der Pfalz

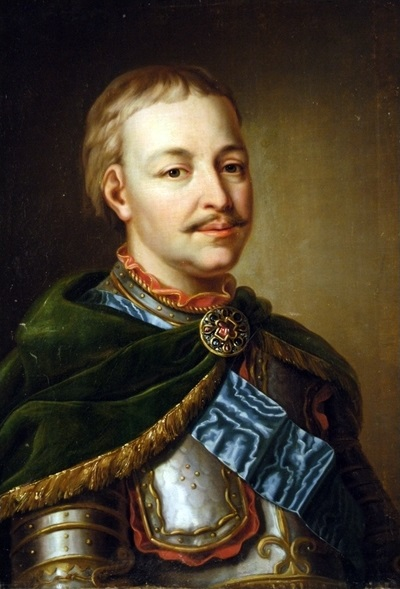
Iwan Masepa (* 1639)

- 1639: Iwan Masepa, ukrainischer Kosakenhetman
- 1664: Johann Baptist Homann, deutscher Kartograph, Verleger und Kupferstecher
- 1674: Joaquín de Churriguera, spanischer Bildhauer und Architekt
- 1676: Johann Heinrich Schramm, deutscher Theologe
- 1690: Giuseppe Gonzaga, Herzog von Guastalla
- 1691: Dorothea Wilhelmine von Sachsen-Zeitz, Landgräfin von Hessen-Kassel
- 1693: Friedrich Wilhelm von Borcke, Geheimrat und Minister in Brandenburg-Preußen und Hessen-Kassel
- 1698: Wolfgang Dietrich Majer, württembergischer Maler
- 1700: Benedykt Chmielowski, polnischer Priester und Enzyklopädist

### 18. Jahrhundert
- 1714: Friedrich Wilhelm Kulenkamp, deutscher Jurist
- 1716: Guillaume Coustou der Jüngere, französischer Bildhauer
- 1717: Johann Gottlob Böhme, deutscher Historiker
- 1717: Georg Peter Zenckel, deutscher evangelischer Theologe und Hochschullehrer
- 1724: Duncan Ban MacIntyre, schottisch-gälischer Dichter

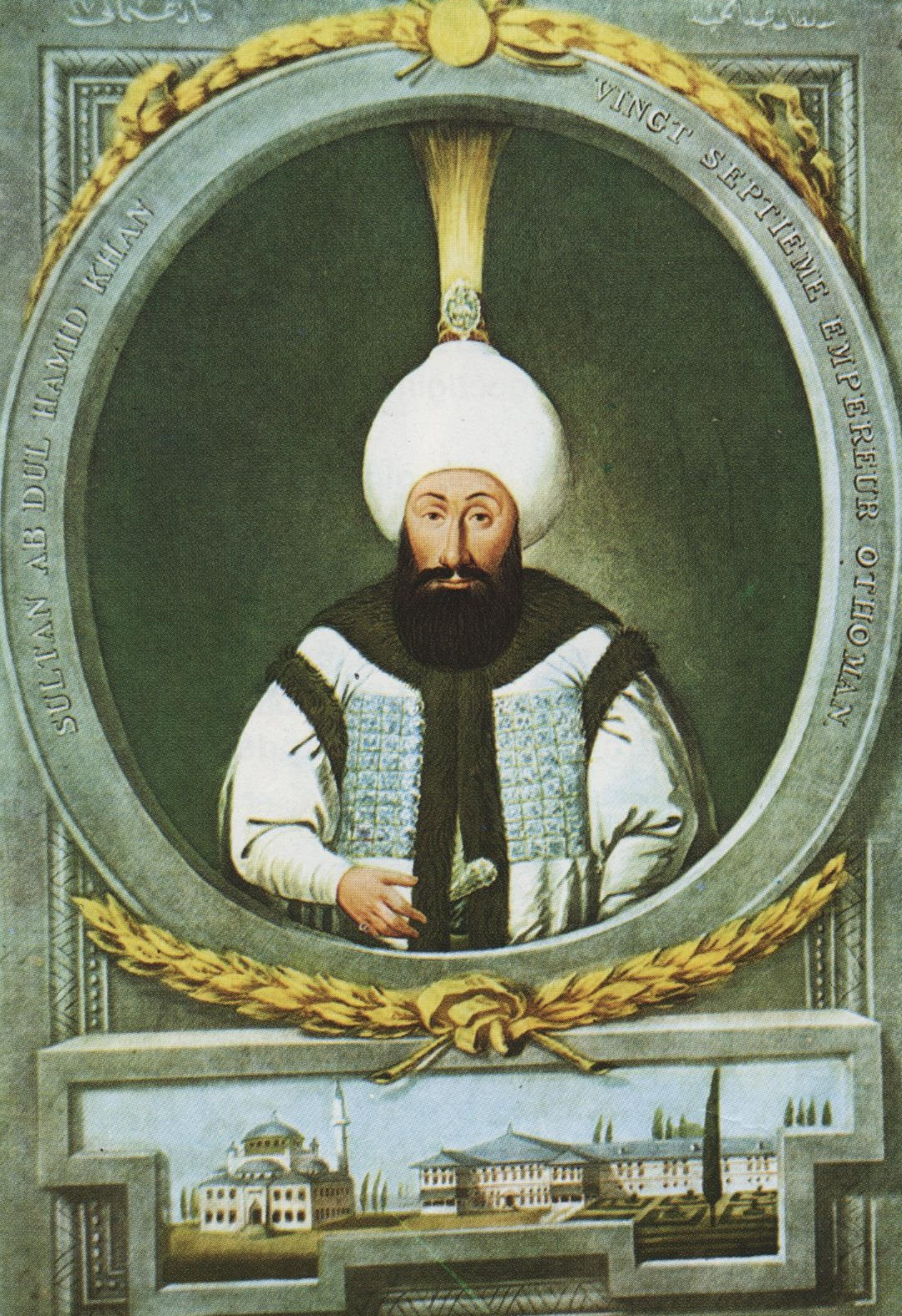
Abdülhamid I. (* 1725)

- 1725: Abdülhamid I., osmanischer Sultan
- 1725: Georg Christoph Kornacher, Bürgermeister der Reichsstadt Heilbronn
- 1728: Samuel Auguste Tissot, Schweizer Arzt
- 1731: Justus Christian Hennings, deutscher Moralphilosoph und Aufklärer
- 1735: Torbern Olof Bergman, schwedischer Chemiker
- 1737: Rama I., König von Siam
- 1739: Maria Josepha von Bayern, Kaiserin des Heiligen Römischen Reichs
- 1741: Meinard Tydeman der Ältere, niederländischer Rechtswissenschaftler und Historiker
- 1743: Nathan Miller, US-amerikanischer Politiker
- 1744: Johann von Ewald, dänischer General
- 1750: Martinus van Marum, niederländischer Arzt, Naturforscher, Chemiker und Wissenschaftler
- 1758: Anna Maria Iselin, Basler Bürgerstochter
- 1759: Francis Malbone, US-amerikanischer Politiker
- 1760: Joseph Christian Lillie, dänischer Architekt
- 1761: Helias Meder, deutscher reformierter Theologe in Ostfriesland
- 1763: Christian Karl André, deutscher Pädagoge und Landwirt
- 1765: Hermann Arntzenius, niederländischer Rechtsgelehrter
- 1767: Toussaint Charbonneau, franko-kanadischer Forschungsreisender und Händler, Mitglied der Lewis-und-Clark-Expedition

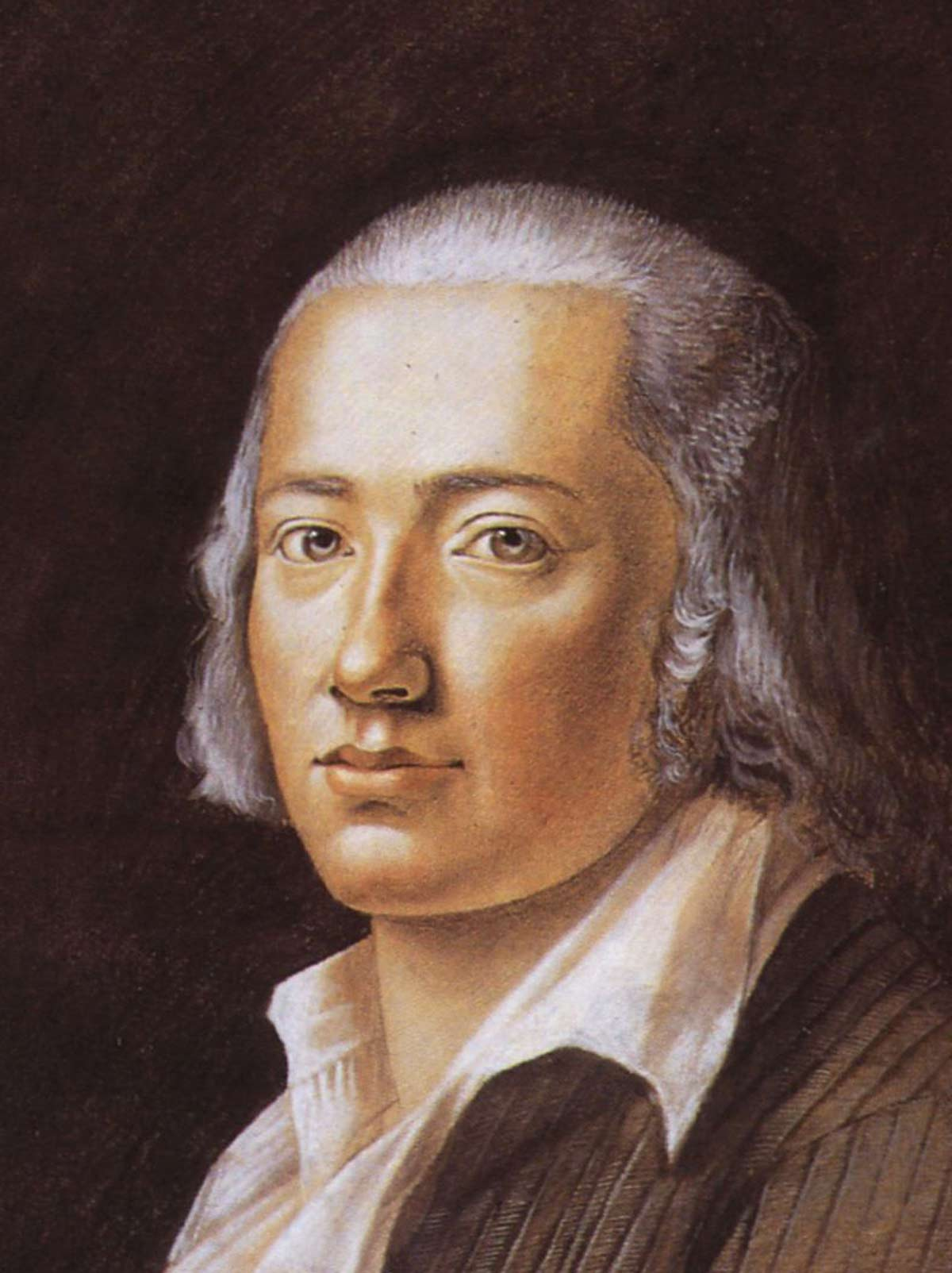
Friedrich Hölderlin (* 1770)

- 1770: Friedrich Hölderlin, deutscher Dichter und Lyriker, Hauslehrer und Bibliothekar
- 1770: Johann Gottfried Tulla, deutscher Ingenieur in Baden, verantwortlich für die Begradigung des Oberrheins
- 1771: Heinrich Clauren, deutscher Schriftsteller
- 1774: John Braham, englischer Opernsänger
- 1779: Friedrich Georg Christian von Wichmann, deutscher Offizier und Prinzenerzieher
- 1780: José Joaquín de Olmedo, ecuadorianischer Jurist und Politiker, Botschafter und Minister Großkolumbiens, Staatschef von Ecuador
- 1781: Johann Georg Keil, deutscher Dichter
- 1788: Ludwig Bernhard Schmid, deutscher Geistlicher und Missionar

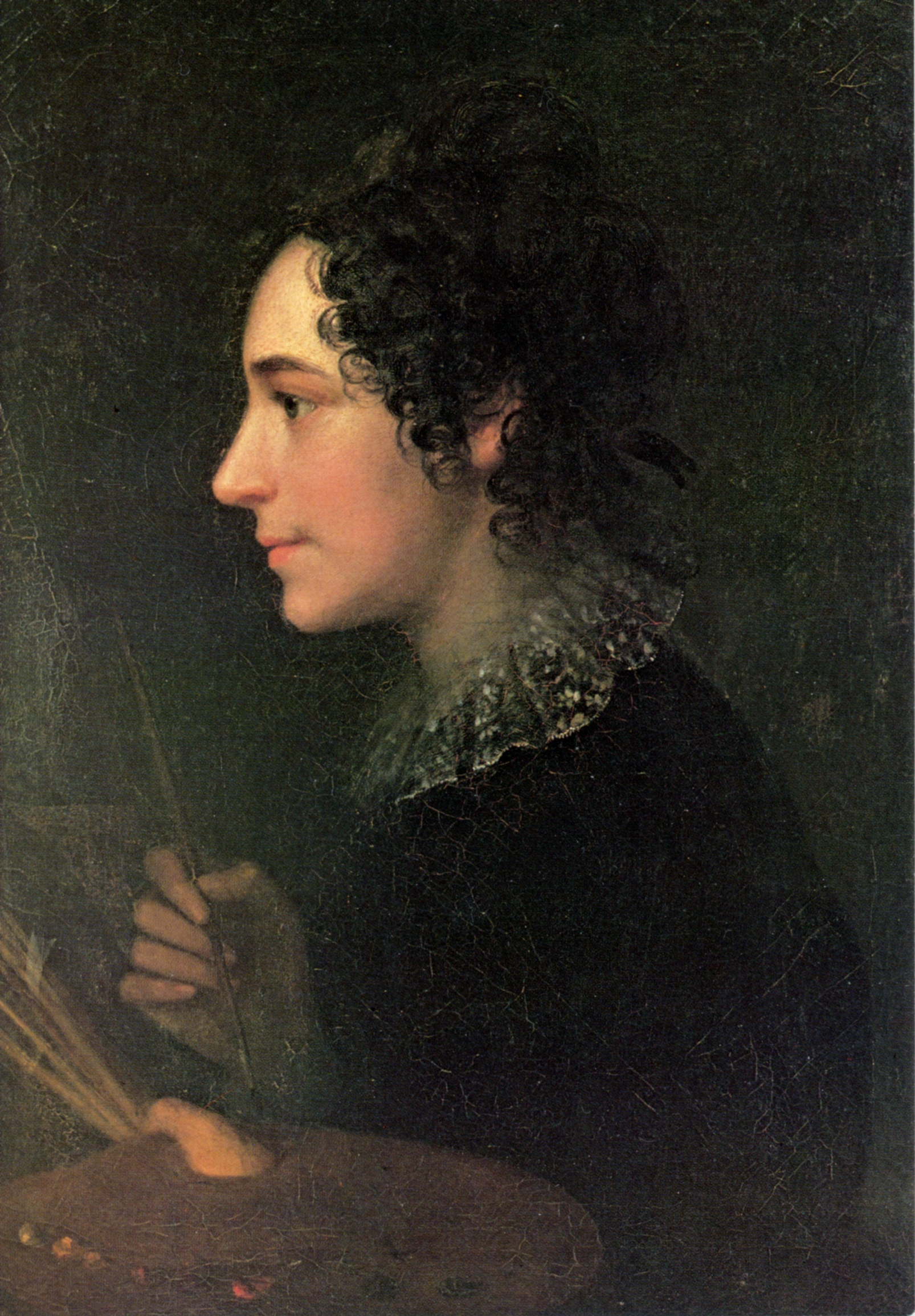
Marie Ellenrieder (* 1791)

- 1791: Marie Ellenrieder, deutsche Malerin
- 1792: Jakob Ruepp, Schweizer Jurist, Politiker und Hauserzieher
- 1794: René Primevère Lesson, französischer Arzt und Naturforscher
- 1796: Edward Gibbon Wakefield, britischer Staatsmann

### 19. Jahrhundert

#### 1801–1850

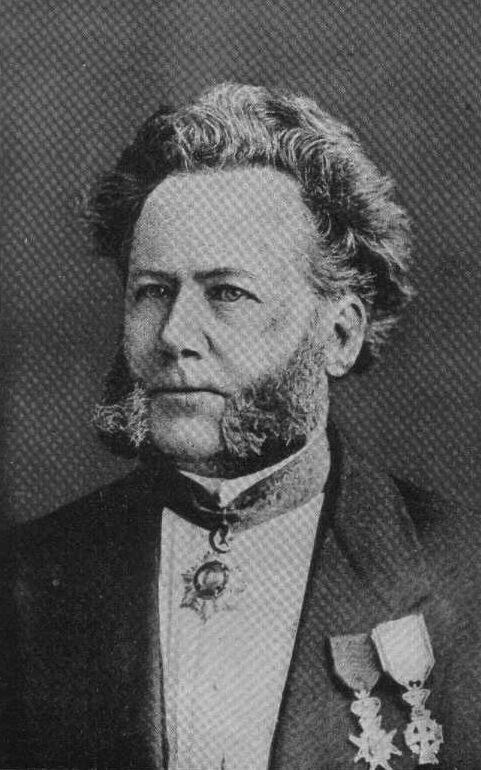
Henrik Ibsen (* 1828)

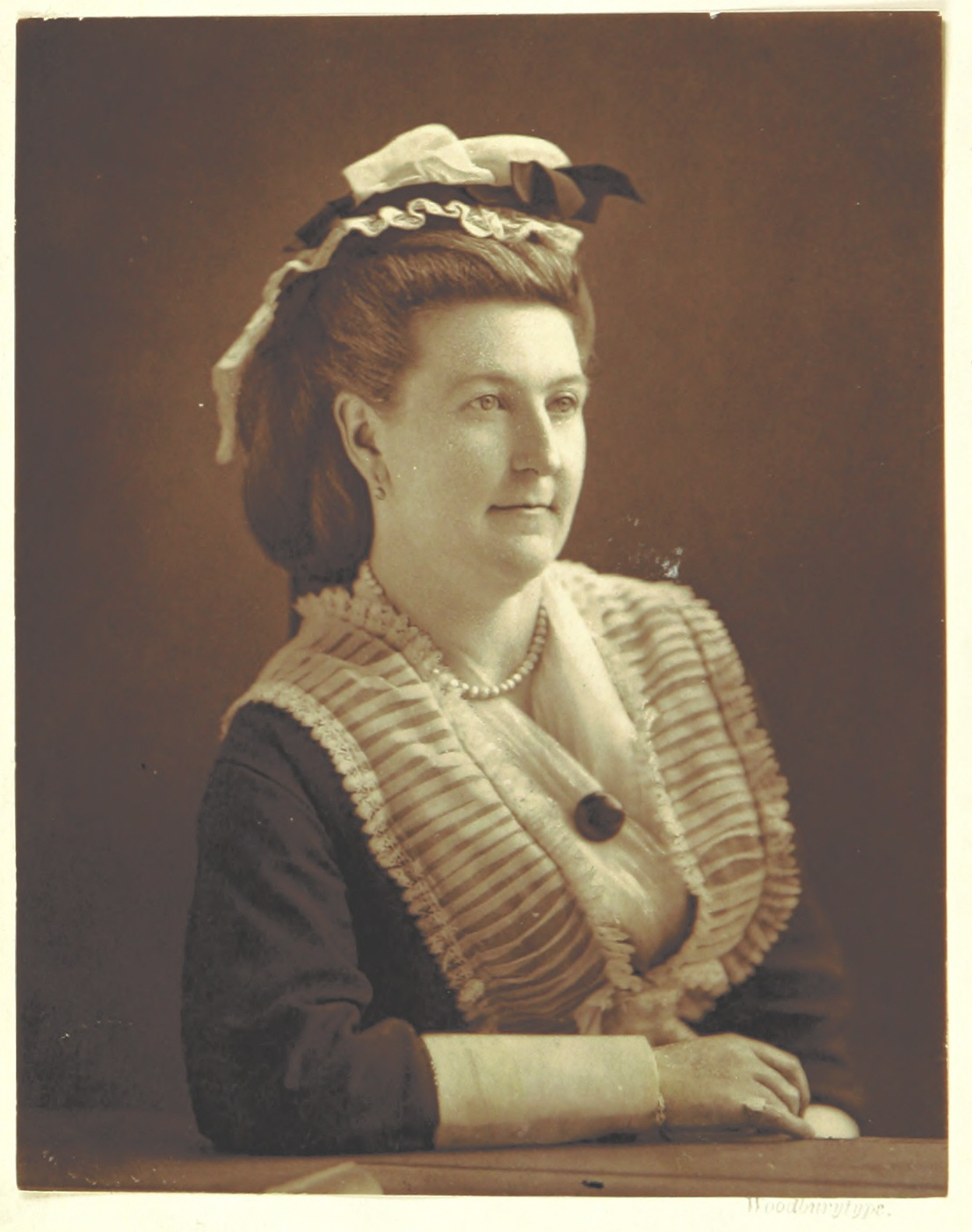
Isabel Burton (* 1831)

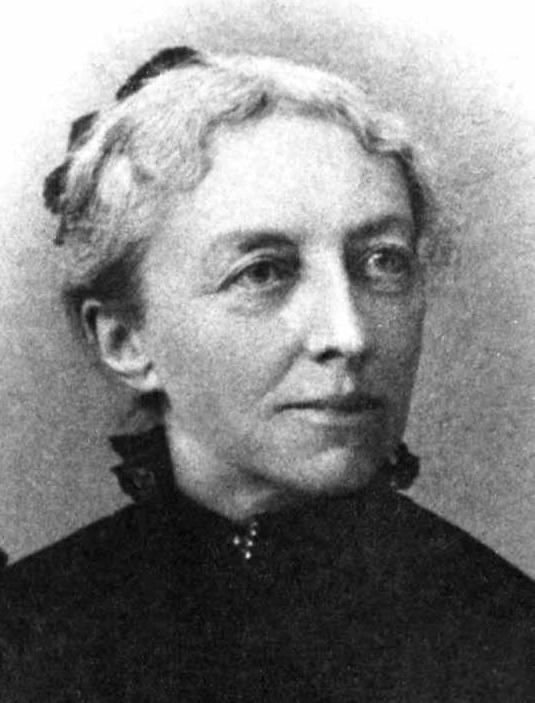
Anna Thekla von Weling (* 1837)

- 1803: Franz Kirchgeßner, deutscher Jurist
- 1806: Désiré Nisard, französischer Literaturhistoriker
- 1808: Antoine Étex, französischer Bildhauer, Maler, Architekt und Schriftsteller
- 1809: Georg Varrentrapp, deutscher Mediziner
- 1811: George Caleb Bingham, US-amerikanischer Maler und Politiker
- 1811: Napoleon Franz Bonaparte, Herzog von Reichstadt, Sohn Napoléons I.
- 1811: Giuseppe Curti, Schweizer Lehrer und Politiker
- 1811: Otto Kohlrausch, deutscher Arzt
- 1820: Alexandru Ioan Cuza, Gründer und erster Fürst von Rumänien
- 1822: Karl Braun, deutscher Politiker
- 1823: Adolf Franckel, österreichischer Regisseur und Theaterleiter
- 1824: Theodor von Heuglin, deutscher Afrika- und Polarforscher
- 1827: Alfred Assolant, französischer Schriftsteller
- 1827: Alexander Spengler, Arzt und badischer Revolutionär
- 1828: Friedrich Karl von Preußen, Feldherr der preußischen Armee
- 1828: Henrik Ibsen, norwegischer Dramatiker
- 1831: Theodor Aman, rumänischer Maler
- 1831: Isabel Burton, britische Reiseschriftstellerin
- 1831: Moritz von Dobschütz, deutscher Unternehmer
- 1831: Moritz Kässmayer, österreichischer Violinist, Dirigent und Komponist
- 1834: Charles William Eliot, US-amerikanischer Chemiker
- 1837ː Anna Thekla von Weling, deutsche Schriftstellerin
- 1839ː Ida Ahlers, Theaterschauspielerin und Opernsängerin
- 1840: Franz Mertens, deutscher Mathematiker
- 1842: Johannes Dierauer, Schweizer Historiker
- 1845: William Richard Gowers, britischer Neurologe
- 1846: Augusta Bender, deutsche Frauenrechtlerin, Schriftstellerin
- 1846: Rudolf Hirzel, deutscher Altphilologe
- 1847: Gavriil Musicescu, rumänischer Komponist
- 1848: Friedrich Karl Henkel, deutscher Unternehmer, Gründer des Henkel-Konzerns
- 1849: Henri Dallier, französischer Komponist und Organist
- 1849: Henry Petersen, dänischer Archäologe

#### 1851–1900

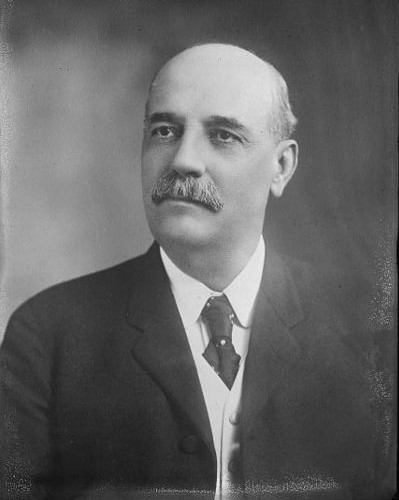
John Franklin Fort (* 1852)

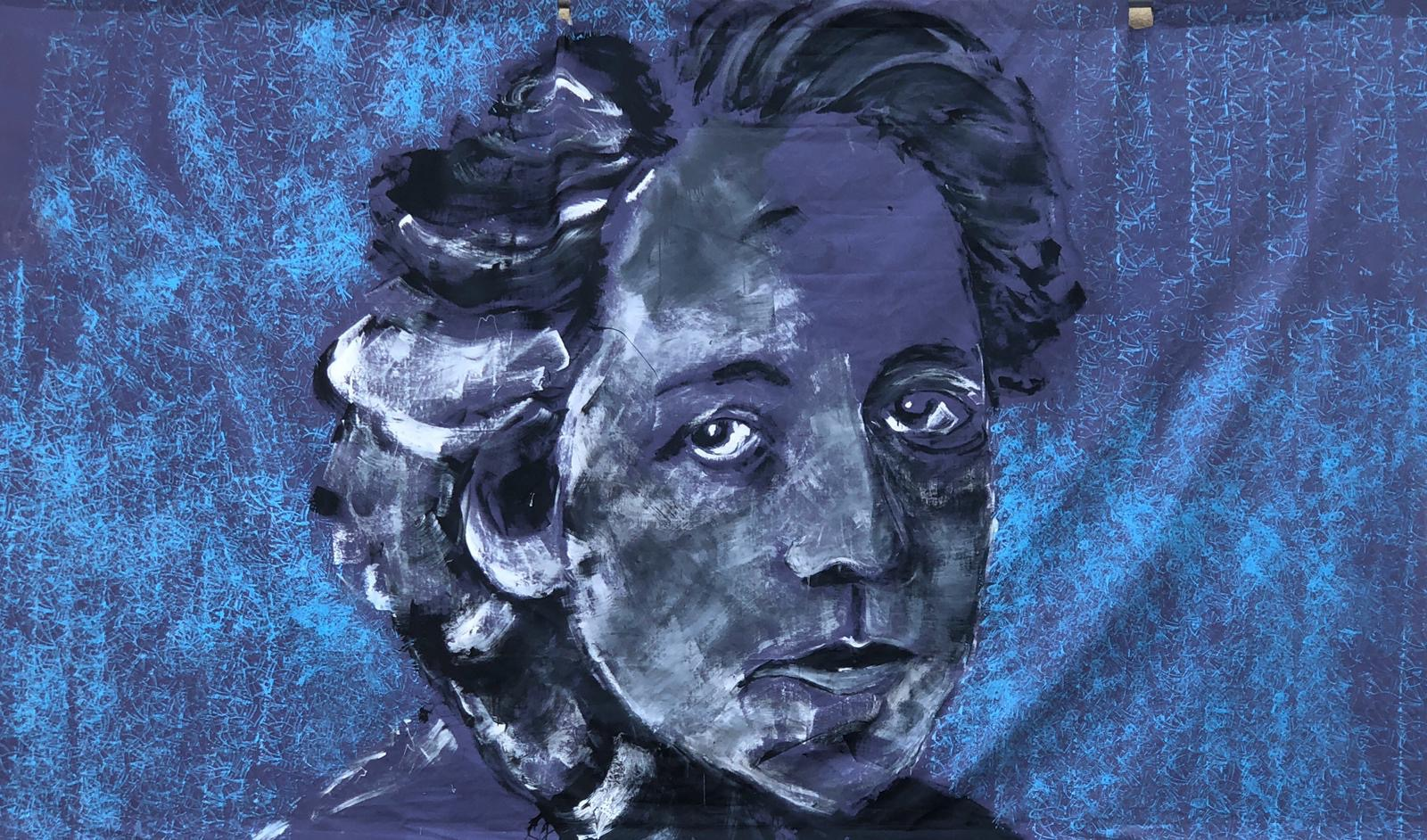
Dora Kallmus (* 1881)

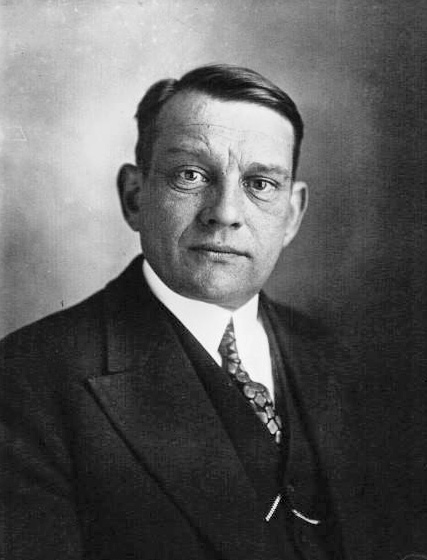
René Coty (* 1882)

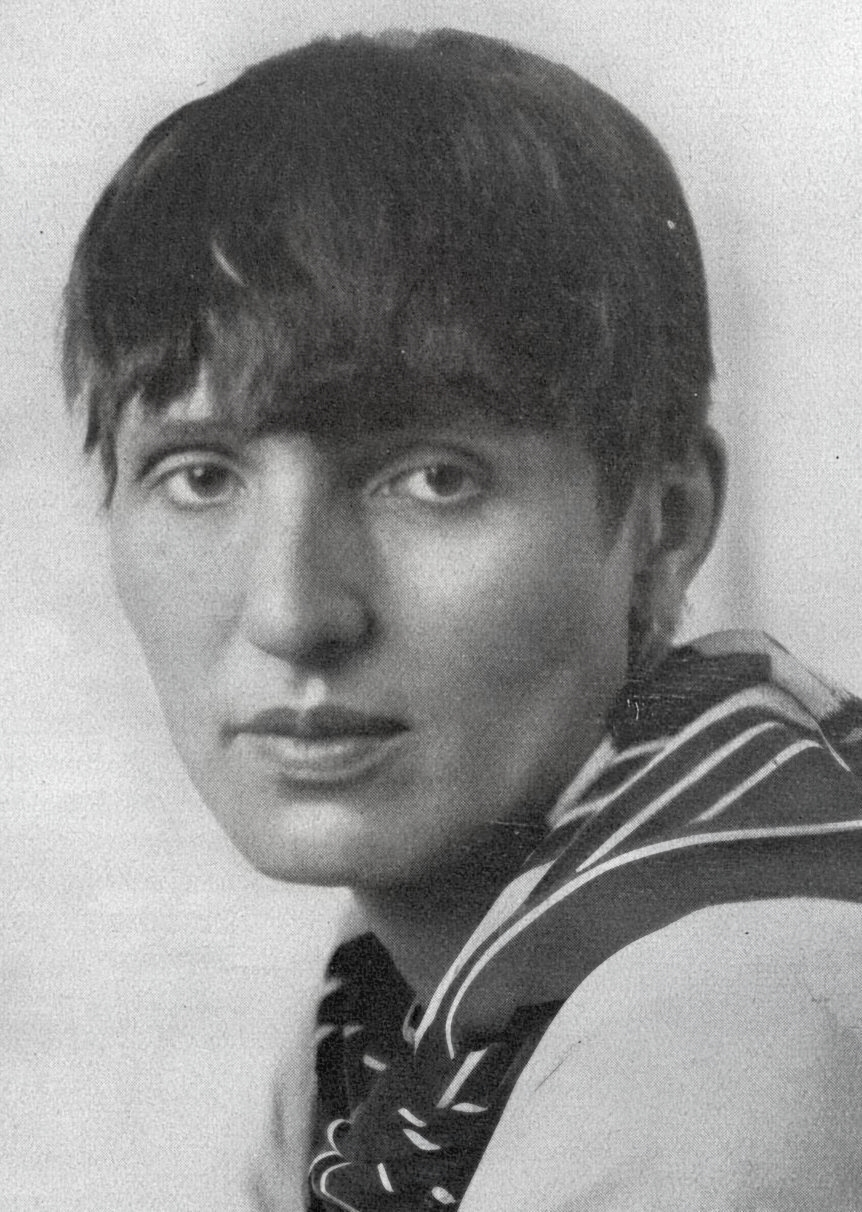
Renée Sintenis (* 1888)

- 1852: John Franklin Fort, US-amerikanischer Politiker
- 1854: Claudius Blanc, französischer Komponist
- 1855: Marie Herzfeld, österreichische Schriftstellerin, Literaturkritikerin und Übersetzerin
- 1856: Frederick Winslow Taylor, US-amerikanischer Ingenieur und Arbeitswissenschaftler, Begründer des Taylorismus
- 1856: Gaetano Bisleti, Kardinal der römisch-katholischen Kirche
- 1858: Walther Siegfried, Schweizer Dichter und Schriftsteller
- 1859: Ludwig Auspitz, deutscher Theaterschauspieler und Opernsänger
- 1860: Alfred Gercke, deutscher Altphilologe
- 1862: Adolf Braun, österreichisch-deutscher sozialdemokratischer Politiker und Journalist
- 1869ː Sophia Becker-Leber, deutsche Blumenmalerin
- 1869: Alexander Wiktorowitsch Satajewitsch, russisch-sowjetischer Ethnograph und Komponist
- 1870: Arthur Eloesser, deutscher Journalist und Literaturhistoriker
- 1870ː Christine Hebbel, deutsche Theaterschauspielerin
- 1870: Ernst Lejeune, deutscher Kaufmann und Numismatiker
- 1870: Paul von Lettow-Vorbeck, deutscher General und Schriftsteller
- 1872 Ernst Ewert, deutscher Versicherungsfachmann, Verleger und Schriftsteller
- 1872: Bernhard Goldenberg, deutscher Manager
- 1872: Antonio Vela, spanischer Ruderer
- 1874: Börries von Münchhausen, deutscher Schriftsteller und Lyriker
- 1875: Ben Fuller, australischer Theaterunternehmer
- 1877: Tiberiu Brediceanu, rumänischer Komponist
- 1877: CJ van Ledden Hulsebosch, niederländischer Apotheker, Chemiker und Kriminalist
- 1878: Heinrich XXIV., Fürst Reuß zu Greiz
- 1879: Jenny Door, österreichische Theaterschauspielerin und Sängerin
- 1879: Emil Lueken, deutscher Jurist, Politiker
- 1880: Magda Trott, deutsche Schriftstellerin und Frauenrechtlerin
- 1881: Madame d’Ora, österreichische Fotografin
- 1881: Leberecht Migge, deutscher Landschaftsarchitekt
- 1881: Eugène Schueller, französischer Chemiker, Gründer von L’Oréal
- 1882: René Coty, Präsident der Vierten französischen Republik
- 1882: Amédée Guy, französischer Politiker und Résistant
- 1882: Arnold Heim, Schweizer Geologe
- 1882: Harold Weber, US-amerikanischer Golfer
- 1883: Martin Karl Hasse, deutscher Hochschullehrer, Komponist und Musikschriftsteller
- 1883: George Wallach, britischer Cross- und Langstreckenläufer
- 1884: Eugen Herrigel, deutscher Philosoph
- 1884: Philipp Frank, deutscher Philosoph, Physiker und Mathematiker
- 1884: José Cavaquinho, brasilianischer Cavaquinhospieler, Gitarrist, Flötist, Dirigent und Komponist
- 1884: Sócrates Nolasco, dominikanischer Schriftsteller, Essayist, Historiker, Politiker und Diplomat
- 1887: Joseph Orbeli, armenischer Orientalist
- 1888: Franz Dornseiff, deutscher Altphilologe
- 1888: Krsto Odak, kroatischer Komponist
- 1888: Renée Sintenis, deutsche Bildhauerin und Graphikerin
- 1888: Siegfried von Vegesack, deutscher Schriftsteller
- 1890: Lauritz Melchior, dänischer Heldentenor

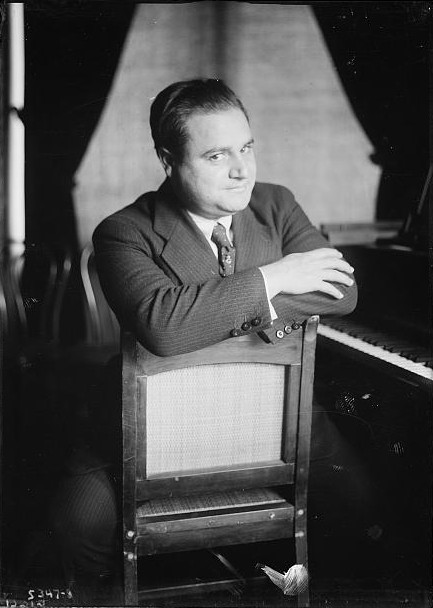
Beniamino Gigli (* 1890)

- 1890: Beniamino Gigli, italienischer Opernsänger und Filmschauspieler
- 1890: Elna Jørgen-Jensen, dänische Balletttänzerin und Choreographin
- 1890: Franz Winkler, österreichischer Politiker
- 1891: Edmund Goulding, britisch-US-amerikanischer Filmregisseur
- 1891: Minna Lang, deutsche Physikerin
- 1891: Karl Meitmann, deutscher Politiker, MdL, MdB
- 1892: Ludwig Crüwell, deutscher General
- 1892: Mort Dixon, US-amerikanischer Musiker, Liedermacher und Textdichter
- 1894: Hans Langsdorff, deutscher Marineoffizier
- 1895: Robert Benoist, französischer Widerstandskämpfer und Automobilrennfahrer
- 1895: Albert Hensel, deutscher Widerstandskämpfer
- 1896: Gilberte de Courgenay, Soldatenidol
- 1897: Frank Hutchison, US-amerikanischer Old-Time-Musiker
- 1899: Cəfər Cabbarlı, aserbaidschanischer Dramatiker, Lyriker, Übersetzer, Regisseur und Drehbuchautor
- 1899: Gunther Ipsen, österreichischer Soziologe und Philosoph

### 20. Jahrhundert

#### 1901–1925
- 1901: Josef Adamczyk, deutscher Politiker, MdL, MdR, Landeshauptmann von Oberschlesien, Schlesien und Niederschlesien, Regierungspräsident von Oppeln
- 1902: Mario Magnozzi, italienischer Fußballspieler und -trainer
- 1903: Arthur Kleiner, österreichisch-US-amerikanischer Filmkomponist
- 1903: Vincent Richards, US-amerikanischer Tennisspieler
- 1903: Josef Trischler, (volks)deutscher Politiker, MdB
- 1904: Walter Elsasser, deutsch-US-amerikanischer Physiker
- 1904: Walter Handschuhmacher, deutscher Schwimmer

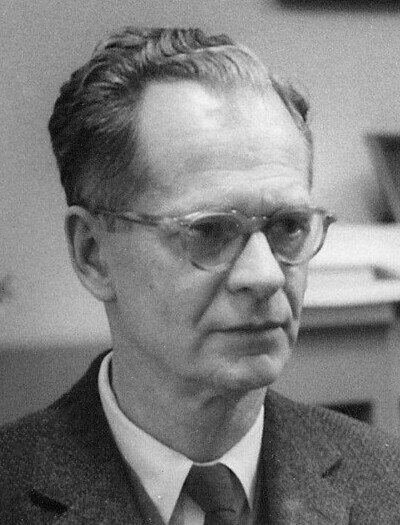
B. F. Skinner (* 1904)

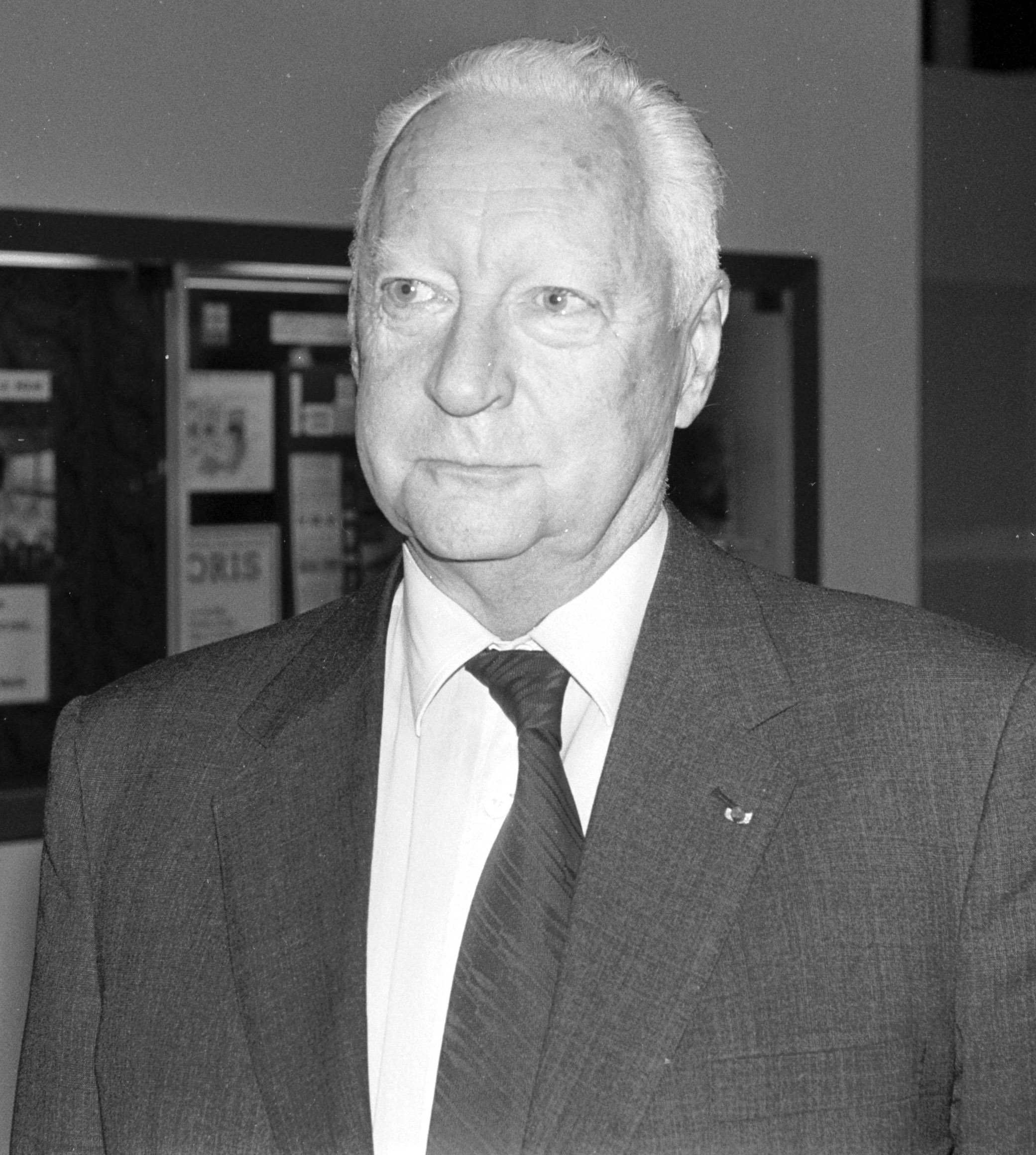
Pierre Messmer (* 1916)

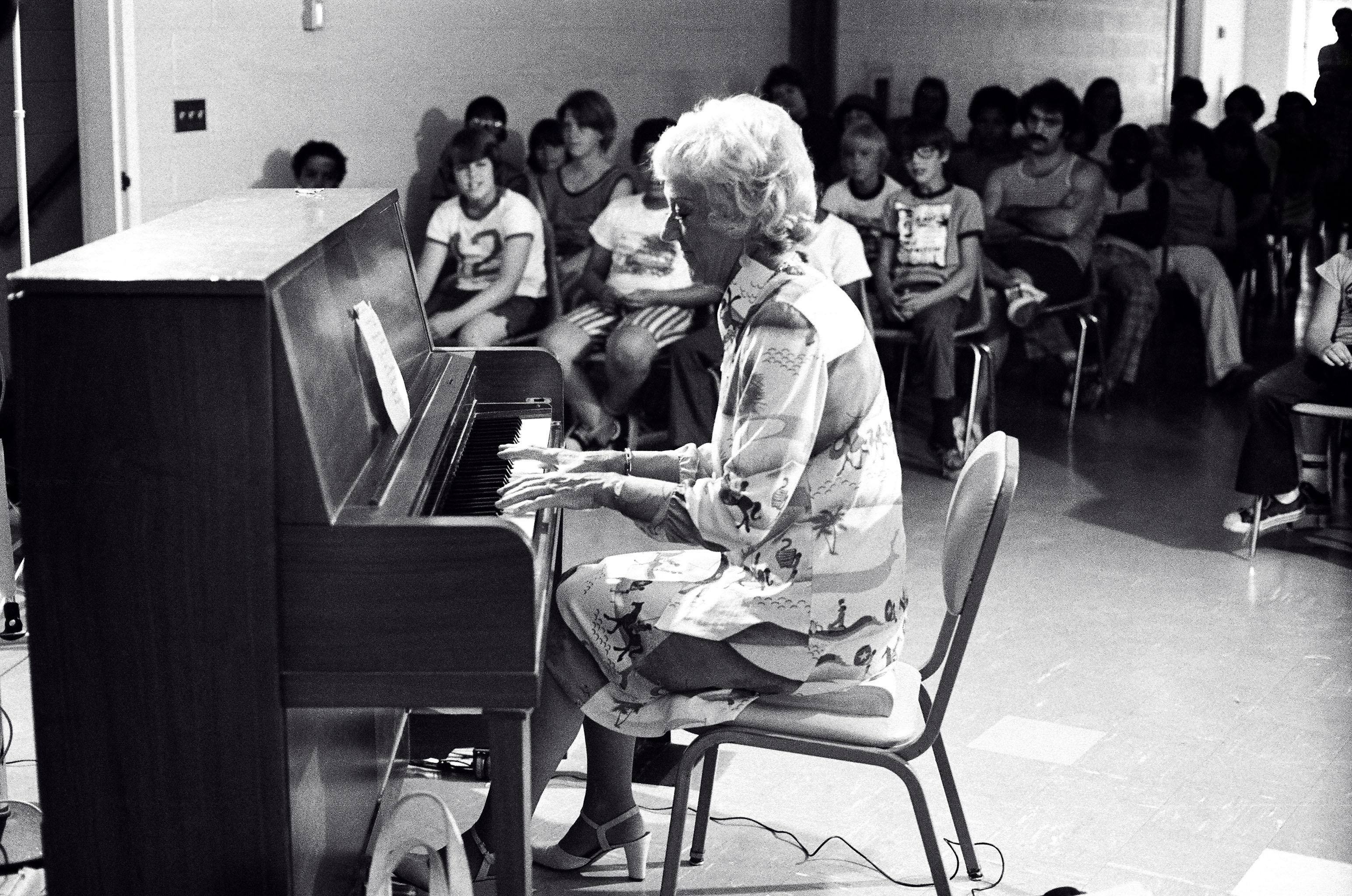
Marian McPartland (* 1918)

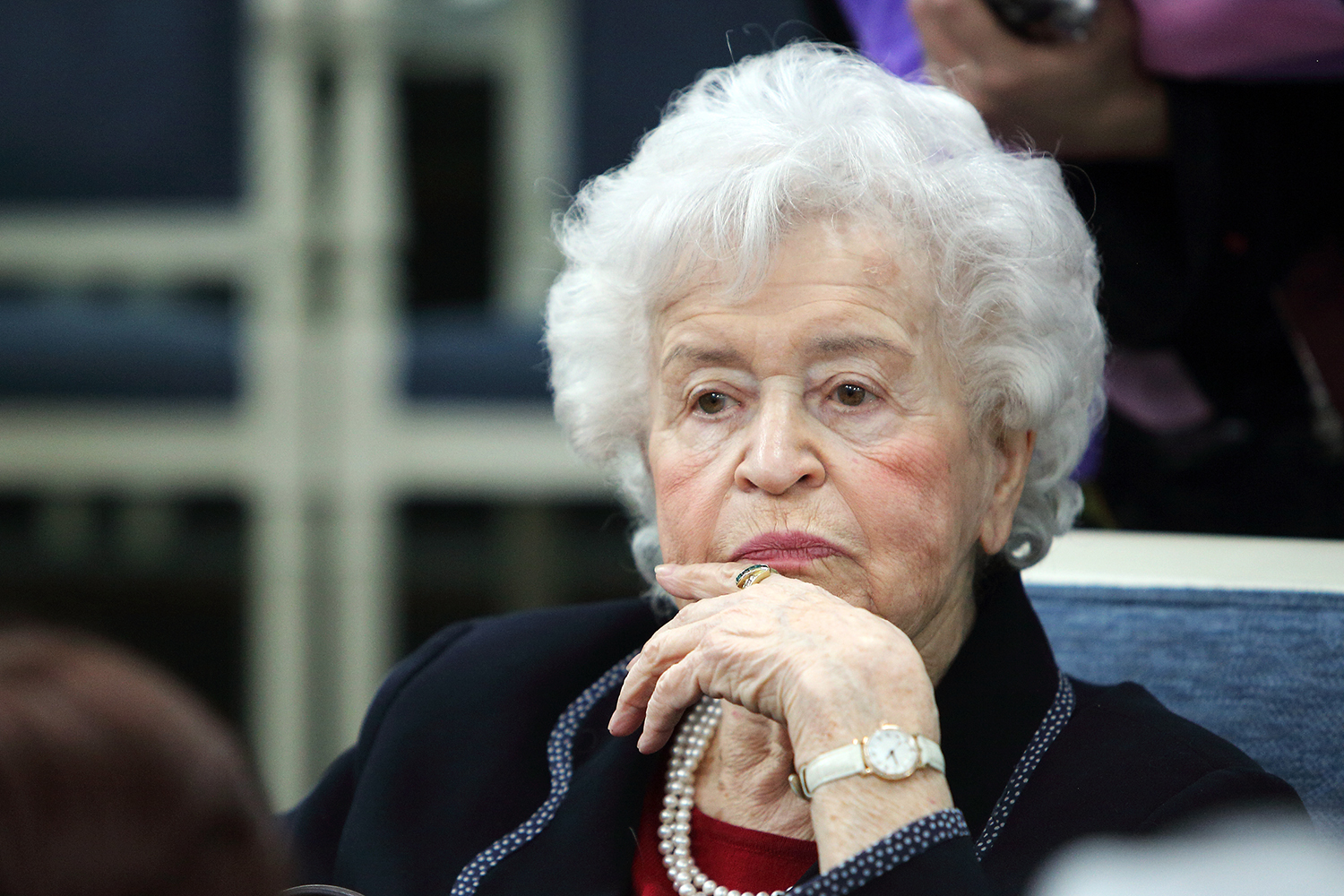
Irina Antonowa (* 1922)

- 1904: B. F. Skinner, US-amerikanischer Psychologe
- 1905: Raymond Bernard Cattell, britisch-US-amerikanischer Psychologe
- 1906: Abraham D. Beame, US-amerikanischer Politiker, Bürgermeister von New York City
- 1907: Ellis Arnall, US-amerikanischer Politiker, Gouverneur von Georgia
- 1907: Helmut Echternach, deutscher Geistlicher, Bischof
- 1907: Hugh MacLennan, kanadischer Schriftsteller, Essayist und Professor
- 1908: Kermit Murdock, US-amerikanischer Schauspieler
- 1908: Michael Redgrave, britischer Schauspieler
- 1908: Lola Rogge, deutsche Tänzerin und Choreografin
- 1909: Paul Leonard Hagarty, US-amerikanischer Geistlicher, Bischof von Nassau
- 1910: Helmut Bertram, deutscher Politiker, MdB, MdEP
- 1910: Erwin Blask, deutscher Leichtathlet
- 1911: Arthur Knautz, deutscher Feldhandballspieler
- 1911: Alfonso García Robles, mexikanischer Politiker, Nobelpreisträger
- 1912: Harry F. Klinefelter, US-amerikanischer Endokrinologe
- 1913: Ilse Losa, deutsch-portugiesische Schriftstellerin
- 1915: Wladimir Michailowitsch Jurowski, ukrainisch-sowjetischer Komponist
- 1915: Rudolf Kirchschläger, österreichischer Richter, Diplomat und Politiker, Bundespräsident
- 1915: Swjatoslaw Teofilowitsch Richter, sowjetischer Pianist
- 1915: Rosetta Tharpe, US-amerikanische Sängerin und Gitarristin, Erfinderin des Rock and Roll
- 1916: Pierre Messmer, französischer Politiker, Premierminister
- 1917: Augustin Augustinović, kroatischer Ordenspriester, Missionar und Schriftsteller
- 1917: Jigael Jadin, israelischer Archäologe
- 1917: Vera Lynn, britische Sängerin
- 1917: Gottfried Schädlich, deutscher Offizier und Schriftsteller
- 1918: Bernd Alois Zimmermann, deutscher Komponist
- 1919: Gerhard Barkhorn, deutscher Luftwaffenoffizier und Jagdflieger
- 1919: Ernst Topitsch, österreichischer Philosoph und Soziologe
- 1920: Andrée Chedid, französische Schriftstellerin libanesischer Herkunft
- 1920: Bienvenido Fabián, dominikanischer Komponist, Pianist und Sänger
- 1920: Werner Klemperer, deutsch-US-amerikanischer Schauspieler und Musiker
- 1920: Marian McPartland, britische Jazzpianistin
- 1921: Rudolf Noelte, deutscher Theaterregisseur
- 1921: Primož Ramovš, slowenischer Komponist, Musikwissenschaftler und Bibliothekar
- 1922: Irina Alexandrowna Antonowa, russische Kunsthistorikerin und Museumsdirektorin
- 1922: Renato Iturrate, chilenischer Radrennfahrer
- 1922: Carl Reiner, US-amerikanischer Schauspieler und Regisseur
- 1923: Ralph Giordano, deutscher Journalist, Schriftsteller und Regisseur
- 1925: Günter Discher, deutscher Musikhistoriker
- 1925: John Ehrlichman, US-amerikanischer Anwalt und Politiker, Rechtsberater des Weißen Hauses, Schlüsselfigur der Watergate-Affäre

#### 1926–1950
- 1926: Friedel Schirmer, deutscher Zehnkämpfer und Politiker, MdB
- 1927: Dewey Balfa, US-amerikanischer Cajun-Musiker
- 1927: John Joubert, britischer Komponist
- 1928: Inés Arredondo, mexikanische Schriftstellerin
- 1928: Fred Rogers, US-amerikanischer Fernsehmoderator
- 1929: Rudi Glöckner, deutscher Fußballschiedsrichter Rudi Glöckner (* 1929)

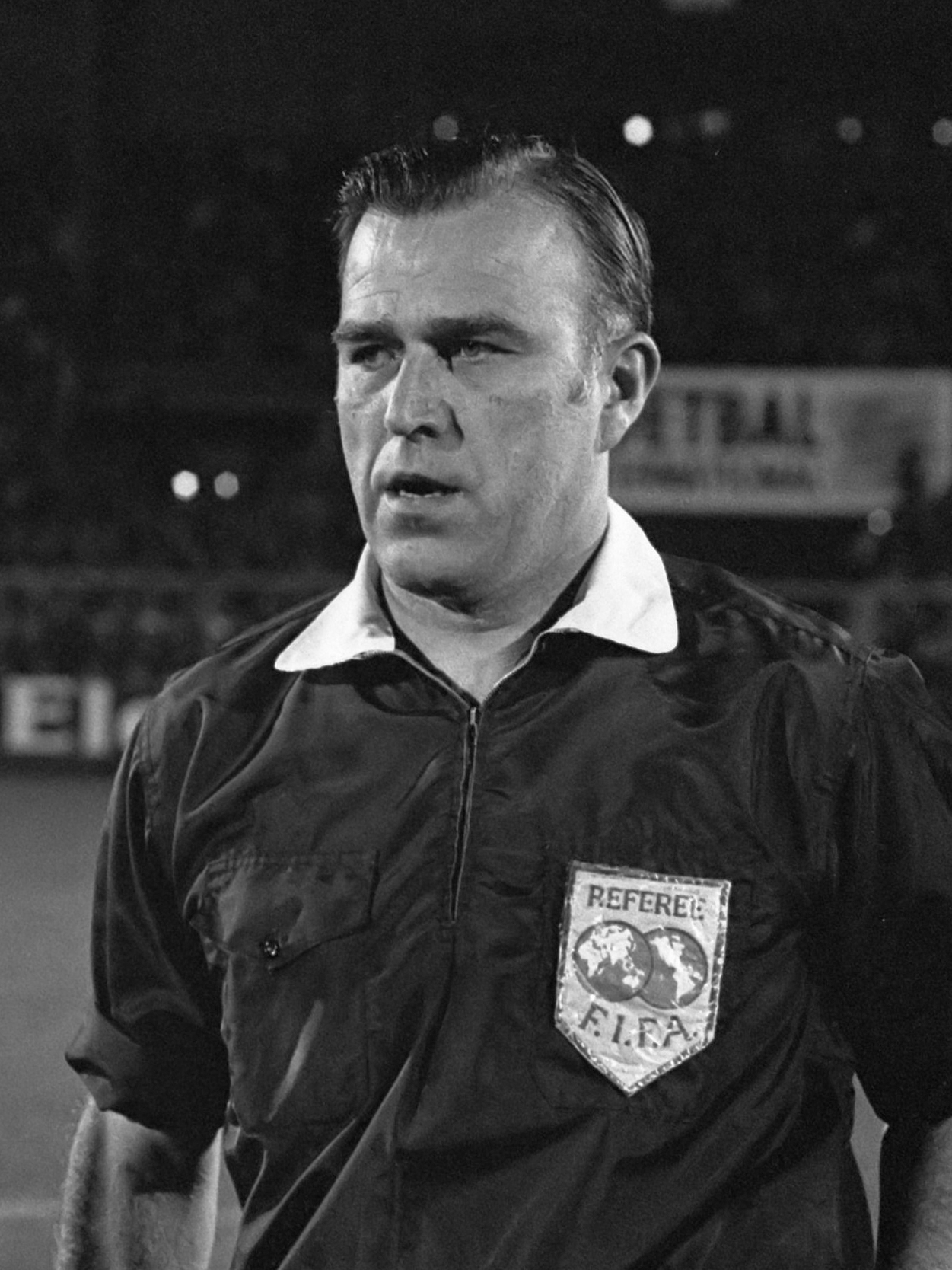
Rudi Glöckner (* 1929)

- 1929: Arna Mer-Chamis, israelische Menschenrechtsaktivistin
- 1929: Josef Reding, deutscher Schriftsteller
- 1930: Chuck Darling, US-amerikanischer Basketballspieler
- 1930: Marie Nejar, deutsche Schlagersängerin und Schauspielerin
- 1930: Thomas Stafford Williams, neuseeländischer Geistlicher, Erzbischof von Wellington, Kardinal
- 1931: Hans Clauser, deutscher Lehrer und Gewerkschafter
- 1931: Antonio Tauriello, argentinischer Komponist, Dirigent und Pianist
- 1932: Vytautas Kanapeckas, litauischer Politiker
- 1932: Jürgen Warnke, deutscher Jurist und Politiker, MdB, Bundesminister
- 1933: Henryk Muszyński, polnischer Geistlicher, Bischof von Włocławek, Erzbischof von Gniezno, Primas von Polen
- 1933: Michael Pfleghar, deutscher Filmregisseur
- 1933: Azeglio Vicini, italienischer Fußballspieler und -trainer
- 1934: Peter Berling, deutscher Autor und Schauspieler
- 1934: David Malouf, australischer Autor
- 1935: Óscar Chávez, mexikanischer Schauspieler und Sänger
- 1935: Karl Golikow, deutscher Bergsteiger
- 1935: Sam Lay, US-amerikanischer Bluessänger und -schlagzeuger
- 1936: Marie Daveluy, kanadische Sängerin und Musikpädagogin
- 1936: Evelyn Fox Keller, amerikanische Philosophin
- 1936: Lee Perry, jamaikanischer Musikproduzent
- 1937: Lois Lowry, US-amerikanische Kinder- und Jugendbuchautorin Lois Lowry (* 1937)

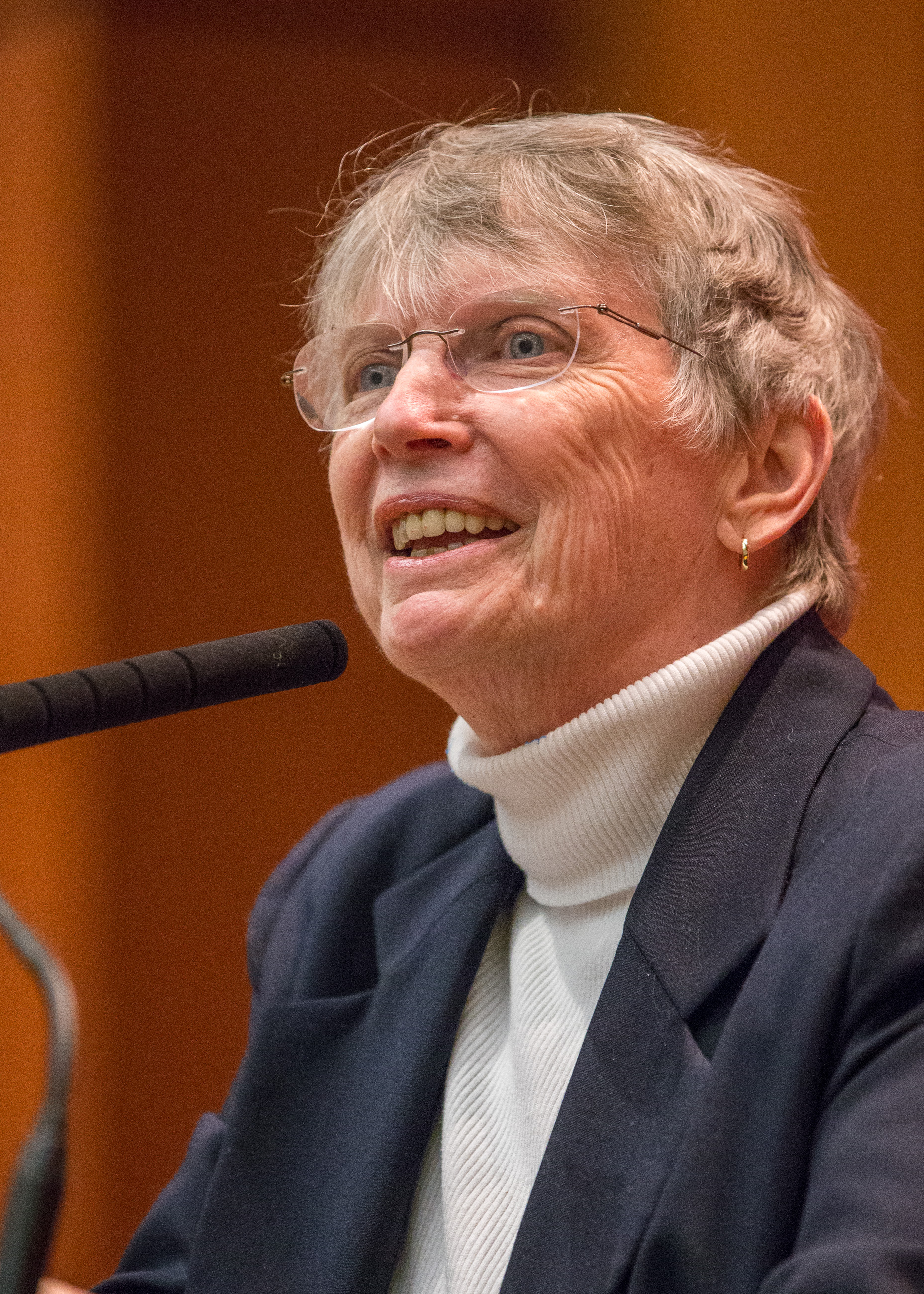
Lois Lowry (* 1937)

- 1937: Helmut Recknagel, deutscher Skispringer, Sprungrichter und Veterinärmediziner
- 1937: Jerry Reed, US-amerikanischer Country-Sänger
- 1939: Wolfgang Deichsel, deutscher Autor und Theatermacher
- 1939: Brian Mulroney, kanadischer Jurist und Politiker, Premierminister
- 1939: Giorgio Rossano, italienischer Fußballspieler
- 1940: Cees Andriessen, niederländischer Maler, Bildhauer und Grafiker
- 1940: Joseph Oforishe Egerega, nigerianischer Geistlicher
- 1940ː Brigitte Hatz, österreichische bildende Künstlerin
- 1940: Mary Ellen Mark, US-amerikanische Fotografin
- 1940: Giampiero Moretti, italienischer Automobilrennfahrer und Unternehmer
- 1941: Gianfranco Lombardi, italienischer Basketballspieler und -trainer
- 1943: Helga Korén, deutsche Schauspielerin
- 1943: Gerard Malanga, US-amerikanischer Schriftsteller, Fotograf und Filmemacher
- 1943: Reinhard Schermann, deutscher Kommunalpolitiker
- 1944: Christa Czekay, deutsche Leichtathletin
- 1944: Bob Lay, australischer Sprinter

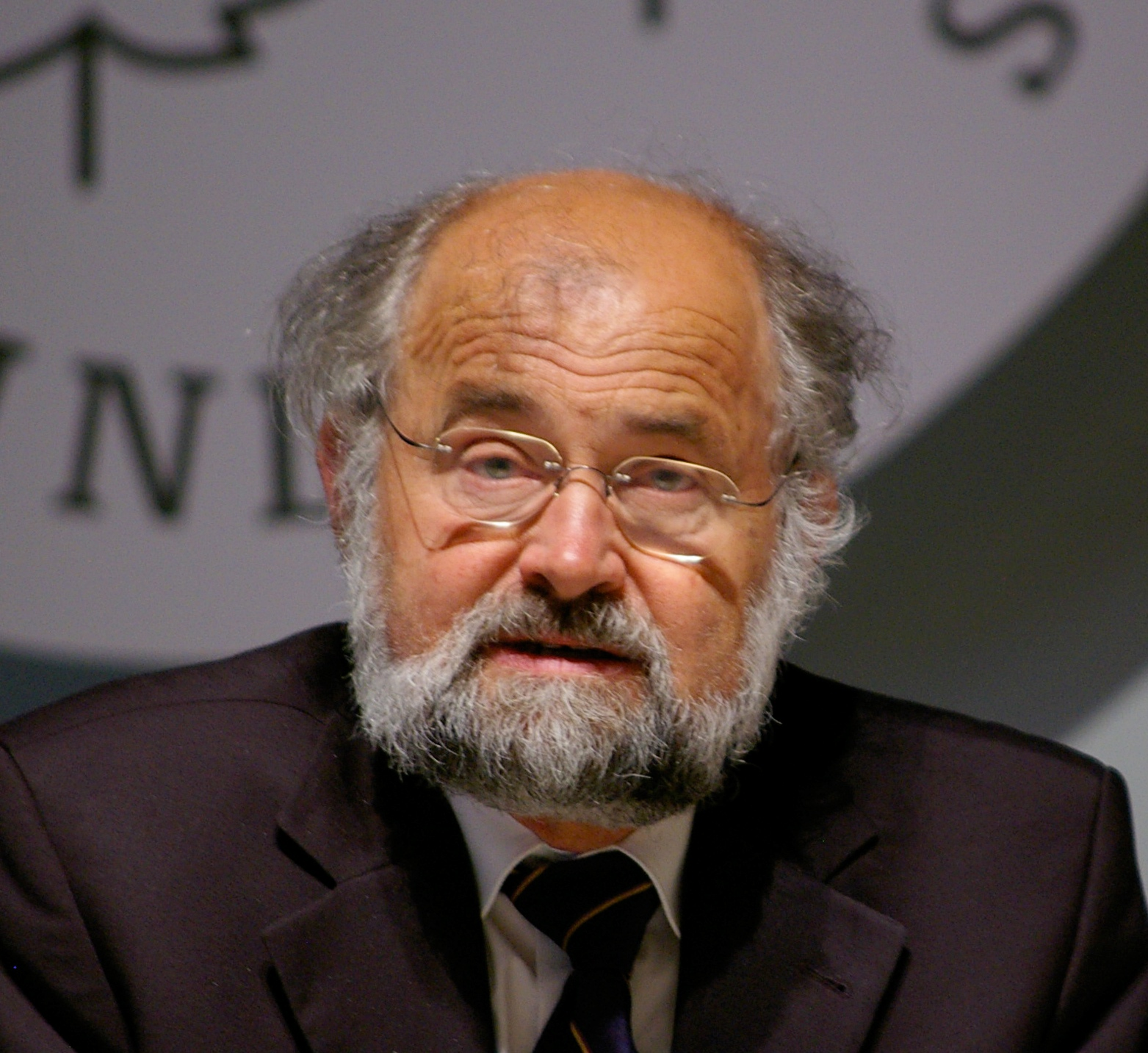
Erwin Neher (* 1944)

- 1944: Erwin Neher, deutscher Wissenschaftler, Nobelpreisträger
- 1944: Dieter Wolst, deutscher Bundesrichter
- 1945: Frank Ankersmit, niederländischer Professor für Geistesgeschichte und Geschichtstheorie
- 1945: Roger Magnusson, schwedischer Fußballspieler
- 1945: Pat Riley, US-amerikanischer Basketballtrainer
- 1946: Klaus Ackermann, deutscher Fußballspieler
- 1947: John Boswell, US-amerikanischer Historiker
- 1947: Samuel Kobia, kenianischer Geistlicher, Generalsekretär des Ökumenischen Rates der Kirchen
- 1948: John de Lancie, US-amerikanischer Schauspieler
- 1948: Bobby Orr, kanadischer Eishockeyspieler
- 1949: Marcia Ball, US-amerikanische Blues-Sängerin und Pianistin
- 1949: Josip Bozanić, kroatischer Geistlicher, Erzbischof von Zagreb, Kardinal
- 1949ː Anca Petrescu, rumänische Architektin, Politikerin, Schöpferin des Parlamentspalastes in Bukarest
- 1950: Linda Aronson, britische Schriftstellerin
- 1950: William Hurt, US-amerikanischer Schauspieler
- 1950: Carl Palmer, britischer Musiker
- 1950: Franz Josef Radermacher, deutscher Mathematiker und Wirtschaftswissenschaftler
- 1950: Stanisław Wołodko, polnischer Leichtathlet

#### 1951–1975
- 1951: Martin Ahrends, deutscher Schriftsteller und Redakteur
- 1951: Jimmie Vaughan, US-amerikanischer Bluesrockgitarrist und -sänger

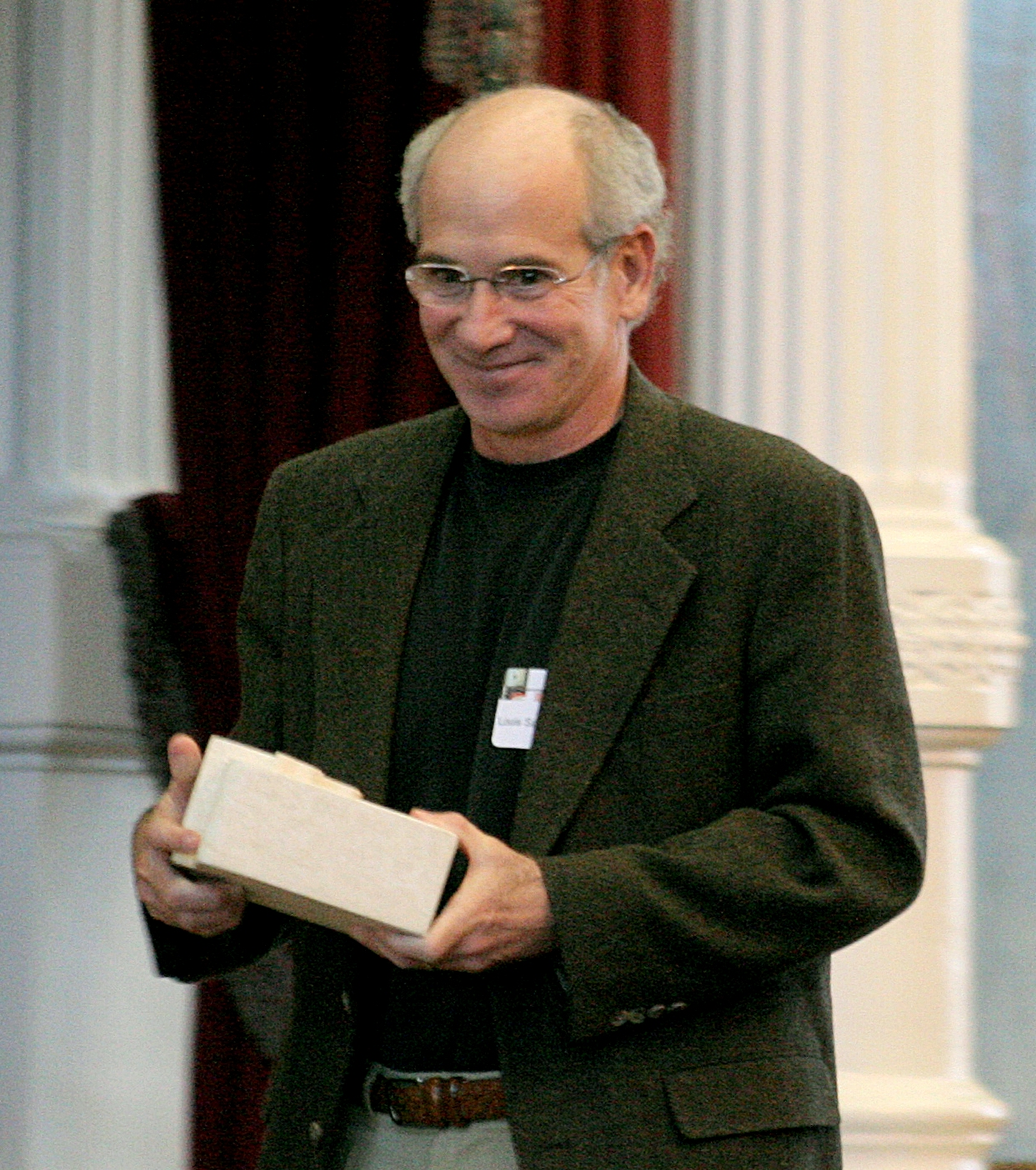
Louis Sachar (* 1954)

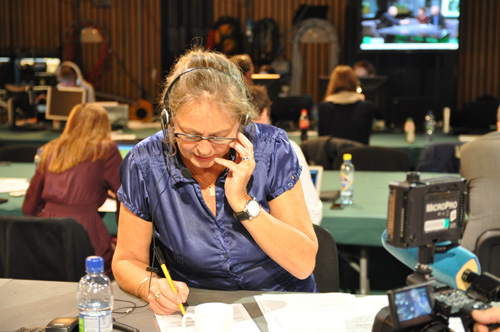
Minken Fosheim (* 1956)

- 1952: Geoff Brabham, australischer Automobilrennfahrer
- 1952: Rita Pfister, Schweizer Diskuswerferin
- 1953: Alicia Kozameh, argentinische Schriftstellerin
- 1954: Patrick Abada, französischer Stabhochspringer
- 1954: Renate Adolph, deutsche Journalistin und Politikerin, MdL
- 1954: Bernd Hägermann, deutscher Fußballspieler
- 1954: Rudi Margreiter, Schweizer Schlagersänger
- 1954: Christoph Ransmayr, österreichischer Schriftsteller
- 1954: Louis Sachar, US-amerikanischer Schriftsteller
- 1954: Charlie Simmer, kanadischer Eishockeyspieler
- 1955: Volker Ellenberger, deutscher Jurist, Präsident des Verwaltungsgerichtshofs Baden-Württemberg
- 1955: Volker Schneider, deutscher Politiker, MdB
- 1955: Mariya Takeuchi, japanische J-Pop-Sängerin und Komponistin
- 1956: Sabiamad Abdul Ahad, malaysischer Sportschütze
- 1956: Catherine Ashton, britische Politikerin, Hohe Vertreterin der EU für Außen- und Sicherheitspolitik
- 1956ː Maria Olandina Isabel Caeiro Alves, osttimoresische Beamtin, Geschäftsfrau, Diplomatin und Frauenrechtlerin
- 1956: Timothy Mahr, US-amerikanischer Komponist und Musikpädagoge
- 1956: Minken Fosheim, norwegische Schauspielerin und Kinderbuchautorin
- 1957: Jean Castaneda, französischer Fußballspieler
- 1957: Spike Lee, US-amerikanischer Filmregisseur
- 1957: Theresa Russell, US-amerikanische Schauspielerin
- 1958: Jutta Deutschland, deutsche Primaballerina und Choreographin
- 1958: Holly Hunter, US-amerikanische Schauspielerin
- 1959: Alida Bremer, kroatisch-deutsche Schriftstellerin, Übersetzerin und Literaturwissenschaftlerin
- 1959: Thomas Ehrhorn, deutscher Politiker, MdB

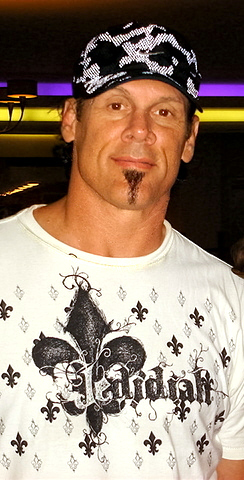
Sting (* 1959)

- 1959: Sting, US-amerikanischer Wrestler
- 1959: Martin Short, britischer Automobilrennfahrer
- 1960: Jo Bohnsack, deutscher Musiker
- 1960: Henning Heske, deutscher Lyriker und Essayist
- 1960: Quarraisha Abdool Karim, südafrikanische Epidemiologin
- 1960: Norbert Pohlmann, deutscher Informatiker und Professor an der Fachhochschule Gelsenkirchen
- 1961: Ingrid Arndt-Brauer, deutsche Politikerin, MdB
- 1961: Maja Maranow, deutsche Schauspielerin
- 1961: Tamara Rohloff, deutsche Schauspielerin
- 1962: Christoph Lauenstein, deutscher Filmemacher
- 1962: Wolfgang Lauenstein, deutscher Filmemacher
- 1962: Shaye Al-Nafisah, saudi-arabischer Fußballspieler
- 1962: Stephen Sommers, US-amerikanischer Filmproduzent, Drehbuchautor und Regisseur
- 1962: Maurizio Zonzini, san-marinesischer Turner

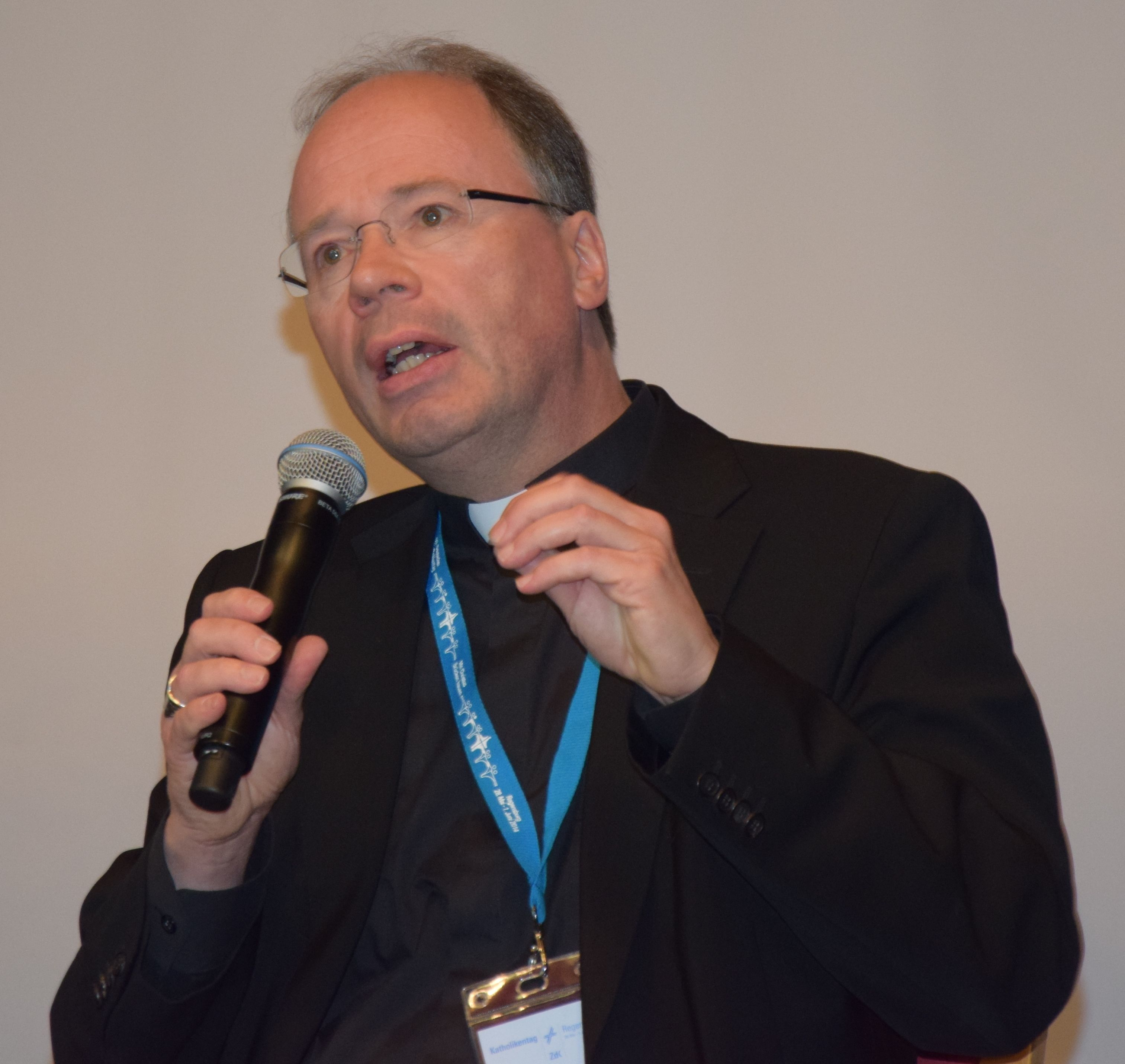
Stephan Ackermann (* 1963)

- 1963: Stephan Ackermann, deutscher Geistlicher, Bischof von Trier
- 1963: Paul Annacone, US-amerikanischer Tennisspieler
- 1963: Andreï Sokolov, französischer Schachspieler russischer Herkunft, Großmeister
- 1963: David Thewlis, britischer Schauspieler
- 1964: Natacha Atlas, belgische Musikerin
- 1964: Anne Dufourmantelle, französische Psychoanalytikerin, Philosophin und Autorin
- 1964: Bryan Genesse, kanadischer Schauspieler und Kampfkunst-Choreograph
- 1964: Alfred Sonders, deutscher Bürgermeister
- 1967: Xavier Beauvois, französischer Schauspieler, Regisseur und Drehbuchautor
- 1967: Stephan Kampwirth, deutscher Schauspieler
- 1967: Yukito Kishiro, japanischer Mangaka
- 1967: Andreas Lust, österreichischer Schauspieler
- 1967: Lara Naszinsky, deutsche Schauspielerin
- 1967: Jonas Thern, schwedischer Fußballspieler
- 1967: Miriam Vogt, deutsche Skirennläuferin
- 1968: John Kocinski, US-amerikanischer Motorradrennfahrer
- 1968: Jörg Kunze, deutscher Handballspieler
- 1968: Lawrence Makoare, neuseeländischer Schauspieler
- 1968: Alexander Strehmel, deutscher Fußballspieler
- 1968: Jörg Zirwes, deutscher Politiker
- 1969: Simon Busuttil, maltesischer Politiker, MdEP
- 1969: Adetoun Küppers-Adebisi, deutsche Aktivistin, Diversity-Coach, Publizistin und Autorin
- 1969: Dan Steele, US-amerikanischer Leichtathlet, Bobfahrer, Leichtathletiktrainer
- 1969: Darrin Steele, US-amerikanischer Zehnkämpfer, Bobfahrer, Sportmanager und -funktionär

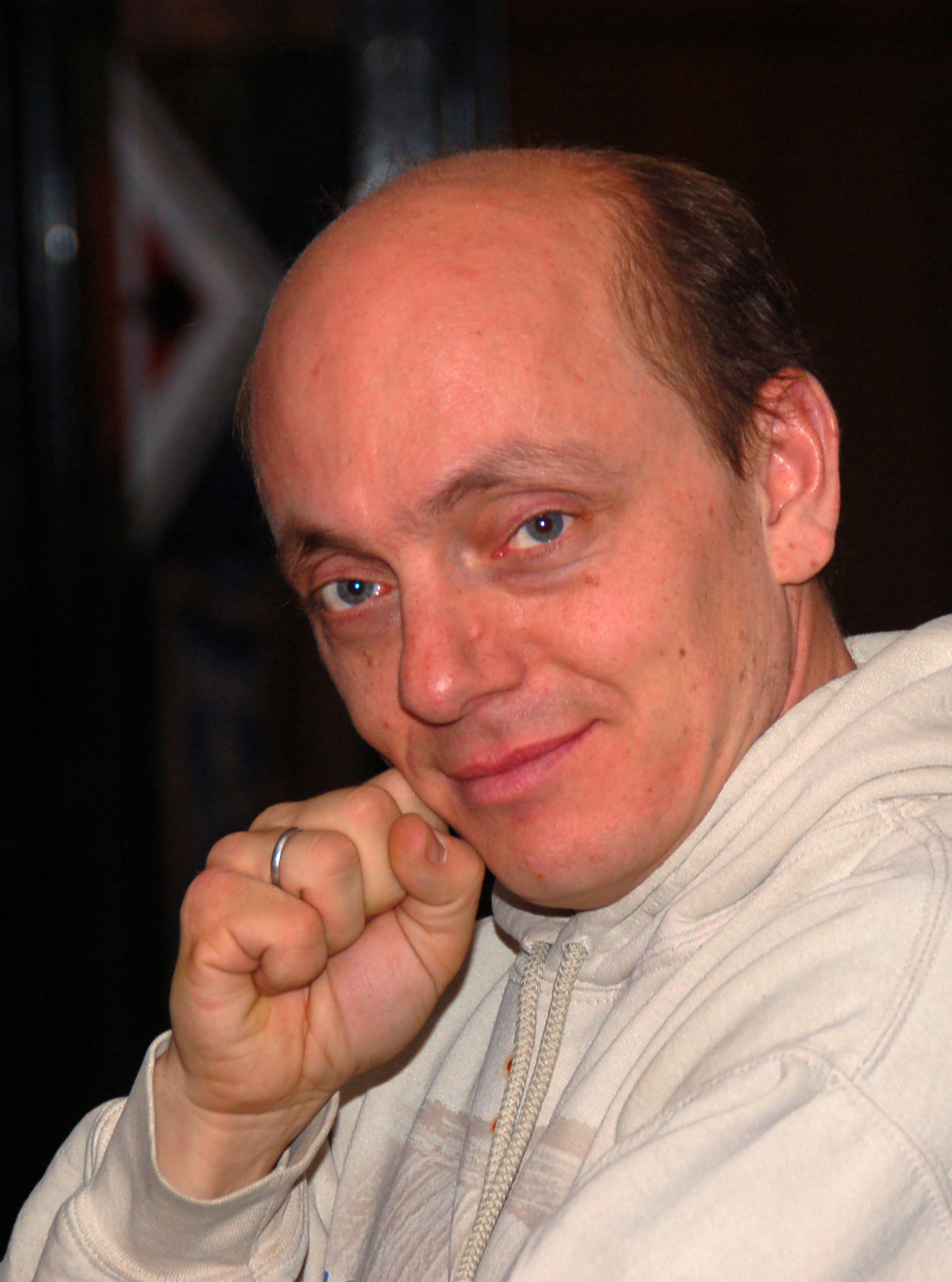
Bernhard Hoëcker (* 1970)

- 1970: Bernhard Hoëcker, deutscher Schauspieler, Comedy-Darsteller und Moderator
- 1970: Alice Psaroudaki, deutsche Balletttänzerin, Choreographin und Tanzpädagogin
- 1970: Michael Rapaport, US-amerikanischer Komiker und Schauspieler
- 1970ː Süleyman Taşköprü, deutsch-türkischer Lebensmittelhändler; Mordopfer des NSU
- 1971: Monique Kavelaars, kanadische Fechterin
- 1971: Murray Bartlett, australischer Schauspieler
- 1971: Oliver Sturm, deutscher Fußballspieler
- 1971: Erwin Verstegen, niederländischer Bogenschütze
- 1972: Shannon Nobis, US-amerikanische Skirennläuferin
- 1973: Anja Bröker, deutsche Journalistin und Moderatorin
- 1973: Ádám Szabó, ungarischer Archäologe, Historiker und Museumskurator
- 1974: Mattias Asper, schwedischer Fußballspieler
- 1974: Anna Grisebach, deutsche Schauspielerin
- 1974: Janine Kunze, deutsche Schauspielerin
- 1974: Manuela Lutze, deutsche Ruderin
- 1974: Carsten Ramelow, deutscher Fußballspieler
- 1975: Djamel Ainaoui, französischer Ringer
- 1975: Hans Petter Buraas, norwegischer Skirennläufer
- 1975: Isolde Kostner, italienische Skiläuferin

#### 1976–2000
- 1976: Chester Bennington, US-amerikanischer Sänger
- 1976: Kristian Hammer, norwegischer Nordischer Kombinierer
- 1976: Sim Sung-chol, nordkoreanischer Fußballtorhüter
- 1976: Stephanie Munk, deutsche Juristin

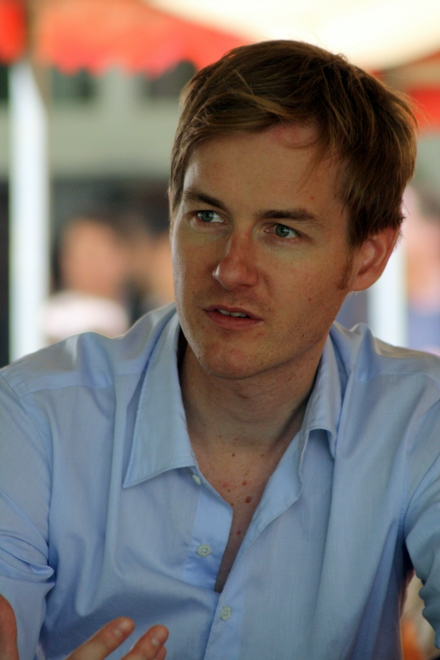
Jens Petersen (* 1976)

- 1976: Jens Petersen, deutscher Schriftsteller und Arzt
- 1977: Tor Hogne Aarøy, norwegischer Fußballspieler
- 1977: Bryan Adams, kanadischer Eishockeyspieler
- 1977: Balázs Ekker, ungarischer Tänzer
- 1978: Mike Adler, deutscher Schauspieler und Rapper
- 1978: Susanne Berckhemer, deutsche Schauspielerin
- 1978: Corné du Plessis, südafrikanischer Sprinter
- 1979: Freema Agyeman, britische Schauspielerin
- 1979: Valdas Trakys, litauischer Fußballspieler
- 1980: Philipp Bönig, deutscher Fußballspieler
- 1980: Stefanie Gebauer, deutsche Politikerin
- 1980: Surprise Moriri, südafrikanischer Fußballspieler
- 1981: Khalid Askri, marokkanischer Fußballtorhüter
- 1981: Thomas Augustinussen, dänischer Fußballspieler
- 1981: Celso Esquivel, paraguayischer Fußballspieler
- 1981: Ian Murray, schottischer Fußballspieler

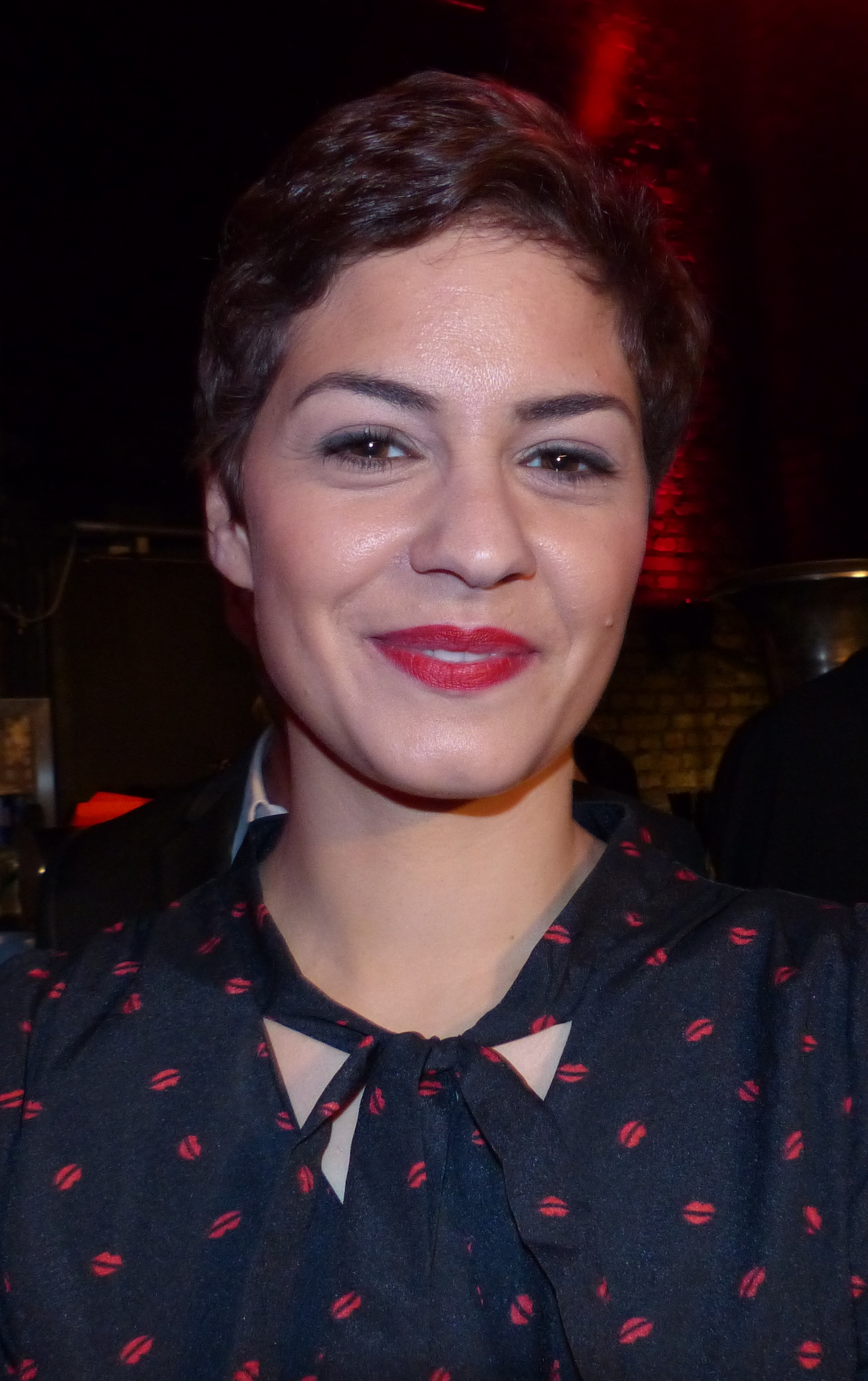
Tatjana Kästel (* 1982)

- 1982: Tatjana Kästel, deutsche Schauspielerin
- 1982: José Moreira, portugiesischer Fußballspieler
- 1982: Christoph Vetter, deutscher Handballspieler
- 1983: Michael Cassidy, US-amerikanischer Schauspieler
- 1983: Thomas Kahlenberg, dänischer Fußballspieler
- 1983: Eiji Kawashima, japanischer Fußballspieler
- 1983: Jenni Vartiainen, finnische Popsängerin
- 1984: Robert Almer, österreichischer Fußballspieler
- 1984: Lise Baastrup, dänische Schauspielerin
- 1984: César Ferreira Cattaruzzi, brasilianischer Fußballspieler
- 1984: Katharina Hartwell, deutsche Schriftstellerin
- 1984: Fernando Torres, spanischer Fußballspieler
- 1985: Morgan Amalfitano, französischer Fußballspieler

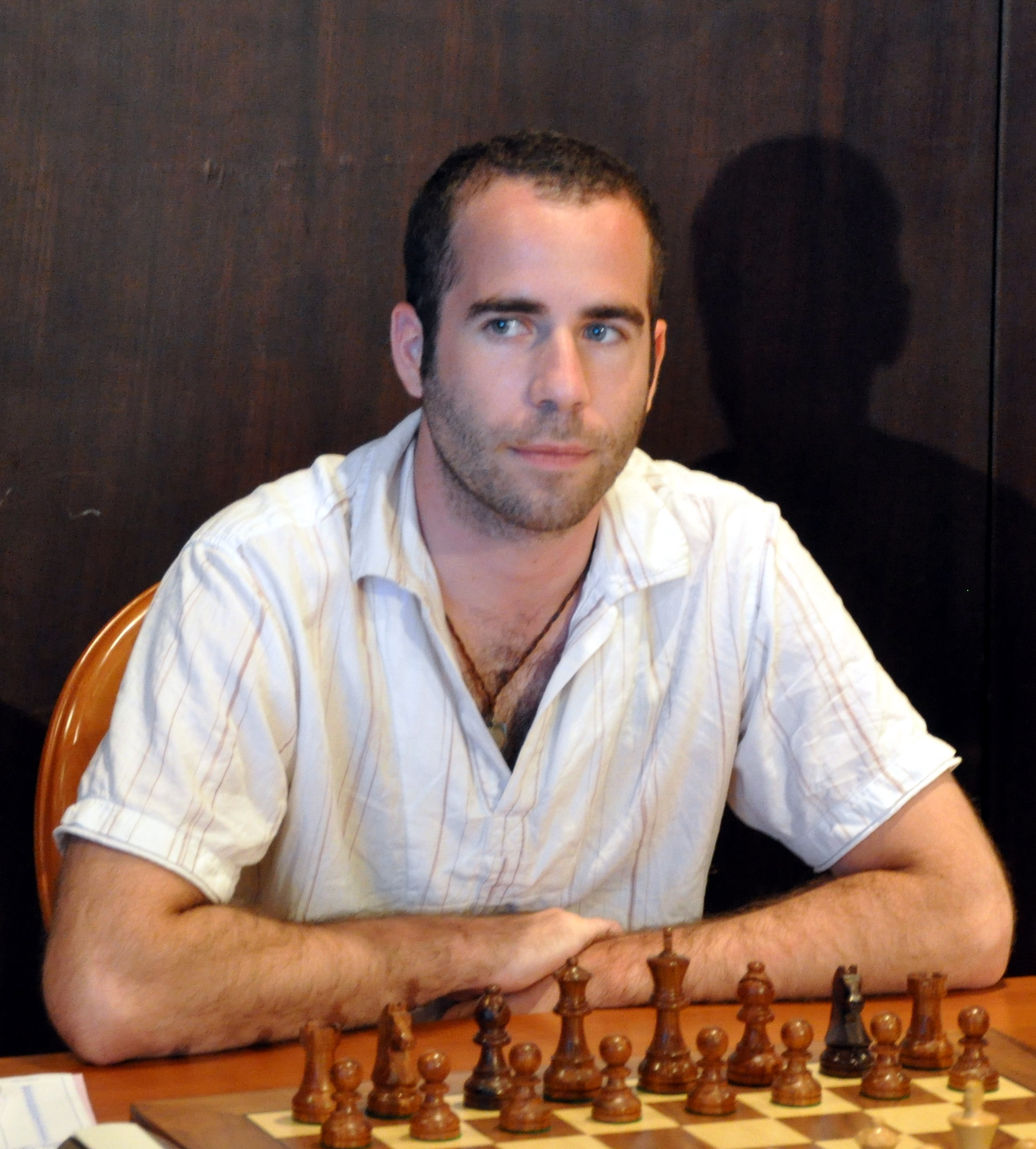
Gergely Antal (* 1985)

- 1985: Gergely Antal, ungarischer Schachmeister
- 1985: Eugene Boateng, deutscher Schauspieler, Choreograf, Tänzer und Model
- 1985: Nicolas Lombaerts, belgischer Fußballspieler
- 1985: Sascha Mölders, deutscher Fußballspieler
- 1985: Martin Vingaard, dänischer Fußballspieler
- 1986: Rok Benkovič, slowenischer Skispringer
- 1986: Maxime Martin, belgischer Automobilrennfahrer
- 1986: Ruby Rose Langenheim, australische Schauspielerin, Model, Moderatorin und DJ
- 1986: Román Torres, panamaischer Fußballspieler
- 1987: Jô, brasilianischer Fußballspieler
- 1987: Nizamettin Çalışkan, türkischer Fußballspieler
- 1987: Julian F. M. Stoeckel, deutscher Schauspieler
- 1987: Rollo Weeks, britischer Schauspieler
- 1988: Mohammed Daak, saudi-arabischer Leichtathlet
- 1989: Mohamed Zaabia, libyscher Fußballspieler
- 1989: Xavier Dolan, franko-kanadischer Filmproduzent und Schauspieler
- 1990: Stacy Martin, französisch-britische Schauspielerin
- 1990: René Vollath, deutscher Fußballspieler
- 1991: Jeon So-nee, südkoreanische Schauspielerin
- 1991: Alexis Pinturault, französischer Skirennläufer
- 1991: Oliver Webb, britischer Automobilrennfahrer
- 1992: Lindsay Andretta, US-amerikanische Schauspielerin
- 1992: Lara Arruabarrena, spanische Tennisspielerin
- 1992: Yeni Asmarani, indonesische Badmintonspielerin
- 1992: Cornelia Seebacher, österreichische Geschwindigkeitsskifahrerin
- 1993: Thomas Karaoglan, deutscher Popsänger
- 1994: Joshua Brenet, niederländischer Fußballspieler
- 1994: Lena Kesting, deutsche Journalistin und Fernsehmoderatorin
- 1994: Branden Troock, kanadischer Eishockeyspieler
- 1996: Pascal Stenzel, deutscher Fußballspieler
- 1997: Joe Davis, englischer Dartspieler
- 1998: Vitor Baptista, brasilianischer Automobilrennfahrer
- 1998: Lee Suji, südkoreanische Sängerin
- 1999: Rafael Grünenfelder, liechtensteinisch-schweizerischer Fußballspieler

### 21. Jahrhundert
- 2002: Marco Josic, österreichischer Fußballspieler
- 2002: Aaron Sky Schwarz, österreichischer Fußballspieler
- 2002: Mahiro Yoshinaga, japanischer Fußballspieler

## Gestorben

### Vor dem 16. Jahrhundert
- 0687: Cuthbert von Lindisfarne, Bischof von Lindisfarne
- 0729: Nagaya, japanischer Prinz (* 684?)
- 0851: Irmingard von Tours, Frau Kaiser Lothars I.
- 0851: Ebo von Reims, Erzbischof von Reims und Bischof von Hildesheim
- 1036: Wilhelm, Graf von Friesach und Trixen, Markgraf von Soune
- 1239: Hermann von Salza, Hochmeister des Deutschen Ordens
- 1325: William Ferrers, 1. Baron Ferrers of Groby, englischer Adeliger
- 1351: Muhammad bin Tughluq, Sultan von Delhi
- 1352: Obizzo III. d’Este, Herr von Ferrara und Modena
- 1390: Alexios III., Kaiser und Großkomnene von Trapezunt
- 1393: Johannes Nepomuk, Märtyrer
- 1413: Heinrich IV., König von England seit 1399, Gründer des Hauses Lancaster
- 1435: Niccolò da Tolentino, italienischer Condottiere, Marschall und Burgherr
- 1439: Thomas Peuntner, österreichischer Theologe; Verfasser mehrerer Erbauungsschriften
- 1440: Sigismund Kęstutaitis, Fürst von Mosyr, Nowogrodek, Starodub und Großfürst von Litauen
- 1475: Georges Chastellain, Dichter und Chronist am burgundischen Hof

### 16. bis 18. Jahrhundert
- 1516: Battista Mantovano, italienischer Dichter und Humanist
- 1531: Sikke Freriks, friesischer Handwerker und Märtyrer der Täuferbewegung
- 1543: Johann Feige, hessischer Jurist und Staatsmann

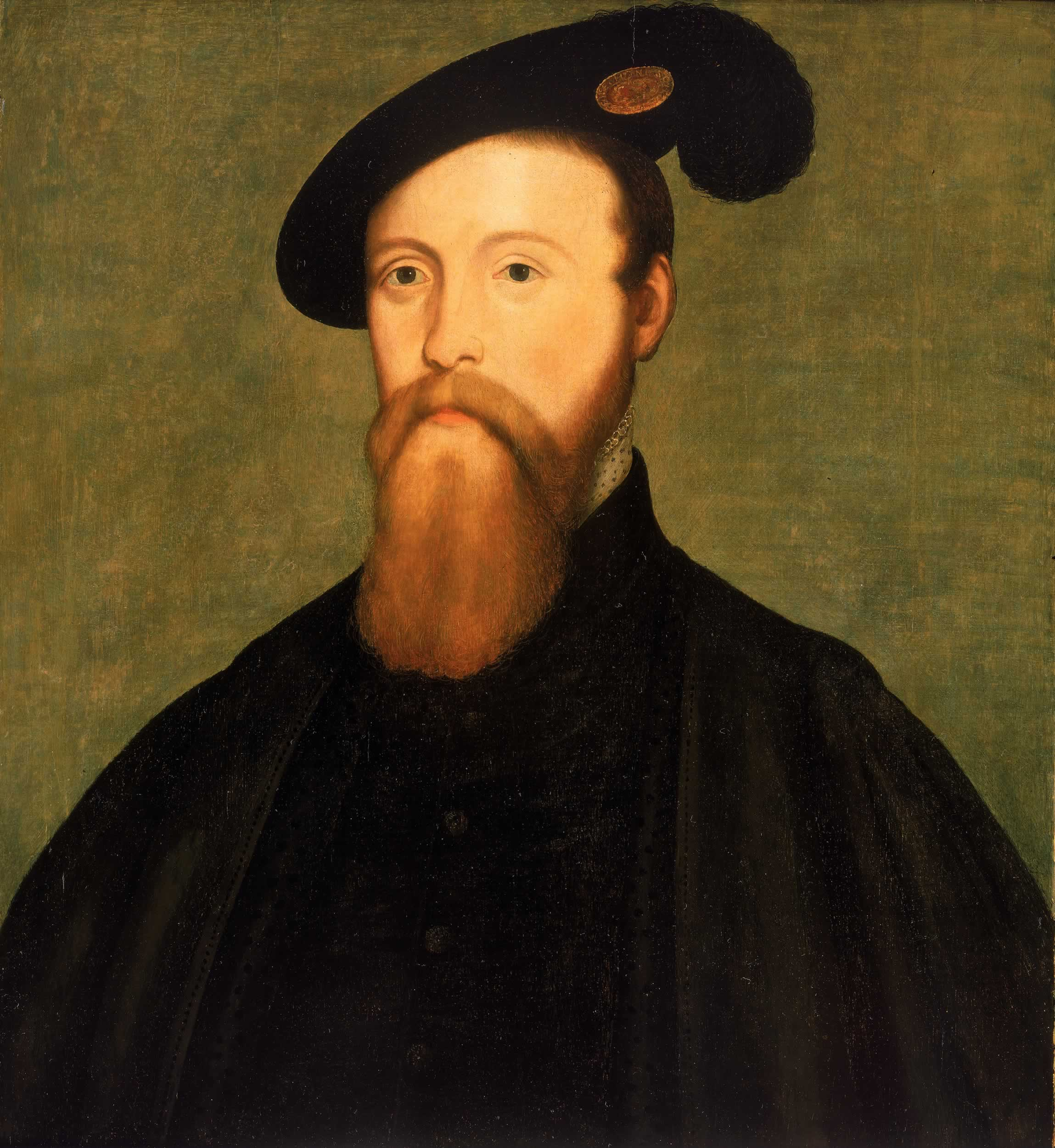
Thomas Seymour († 1549)

- 1549: Thomas Seymour, 1. Baron Seymour of Sudeley, englischer Edelmann, Heerführer, Diplomat und Politiker
- 1568: Albrecht von Brandenburg-Ansbach, erster Herzog von Preußen
- 1568: Anna Maria, Herzogin von Preußen
- 1572: Hieronymus Weller, deutscher evangelischer Theologe und Reformator
- 1576: Heinrich Salmuth, deutscher lutherischer Theologe und Reformator
- 1600: Gustaf Axelsson Banér, schwedischer Staatsmann
- 1606: Moritz vom Sode, deutscher Theologe, Kanoniker, Propst und Stiftungsgründer
- 1613: Georg IV. Ludwig, Landgraf von Leuchtenberg
- 1616: Augustin Haffner, Bürgermeister von Wien
- 1619: Matthias, Kaiser des Heiligen Römischen Reichs und König von Ungarn
- 1634: Wilhelm, Landgraf von Leuchtenberg
- 1649: John Poulett, 1. Baron Poulett, englischer Adeliger, Militär und Politiker
- 1653: Wolfgang Wilhelm von Pfalz-Neuburg, Herzog von Pfalz-Neuburg und Jülich-Berg
- 1658: Christina Sophia von Ostfriesland, Landgräfin von Hessen-Butzbach
- 1673: Anna Margareta von Haugwitz, Ehefrau des schwedischen Heerführers und Staatsmanns Carl Gustav von Wrangel
- 1685: Hans Heinrich von Elterlein, deutscher frühkapitalistischer Unternehmer
- 1687: Magdalena Sibylle von Brandenburg-Bayreuth, Kurfürstin von Sachsen
- 1688: Marie von Oranien-Nassau, Pfalzgräfin von Simmern
- 1691: Dorothea Wilhelmine von Sachsen-Zeitz, Landgräfin von Hessen-Kassel
- 1703: Johannes Kunckel, deutscher Alchimist und Glasmacher
- 1705: Maximilian Philipp Hieronymus, Herzog von Bayern-Leuchtenberg und Regent des Kurfürstentums Bayern
- 1705: Martin Trumler, italienischer Bildhauer
- 1706: Anna Elisabeth von Schlebusch, schlesische Baronin, Freifrau und Schriftstellerin
- 1707: Juliane Elisabeth von Waldeck, deutsche Adelige und Wohltäterin
- 1710: Johann Joseph von Breuner, Erzbischof von Prag
- 1711: Gotthilf Treuer, deutscher Dichter und Poetiker
- 1718: Edward Lloyd, britischer Kolonialgouverneur von Maryland
- 1728: Camille d’Hostun de la Baume, duc de Tallard, französischer General, Staatsmann und Marschall von Frankreich
- 1744: William Maxwell, 5. Earl of Nithsdale, schottischer Adeliger
- 1746: Nicolas de Largillière, französischer Maler
- 1748: Johann Georg Ziesenis der Ältere, deutscher Hofmaler am dänischen Hof
- 1757: Johann Paul Kunzen, deutscher Organist und Komponist
- 1763: Maximilian Hellmann, österreichischer Musiker
- 1766: Giovanni Battista Pescetti, venezianischer Komponist
- 1767: Firmin Abauzit, französischer Gelehrter
- 1771: Louis-Michel van Loo, französischer Porträtmaler
- 1773: Gottlob Curt Heinrich von Tottleben, sächsischer Abenteurer und russischer General
- 1778: Adam Friedrich von Arnstedt, preußischer Oberst
- 1781: Vincent Rumpff, Hamburger Bürgermeister
- 1799: Manuel Antonio Flórez, spanischer Offizier, Kolonialverwalter und Vizekönig von Neugranada und Neuspanien
- 1800: Clemens August von Ketteler, Domherr in Münster, Worms und Osnabrück

### 19. Jahrhundert
- 1812: Johann Ladislaus Dussek, tschechischer Pianist und Komponist
- 1814: Jacques-Louis de Pourtalès, Schweizer Plantagenbesitzer, Unternehmer und Bankier
- 1816: Maria I., Königin von Portugal und Königin von Brasilien
- 1816: Eberhard von der Recke, Ritter des Schwarzen Adler-Ordens, deutscher Jurist und Politiker
- 1818: Johann Nikolaus Forkel, deutscher Musiker und Musikhistoriker
- 1834: Michael Schuster, böhmischer Jurist und Hochschullehrer
- 1837: Gottfried Bandhauer, deutscher Architekt und Konstrukteur

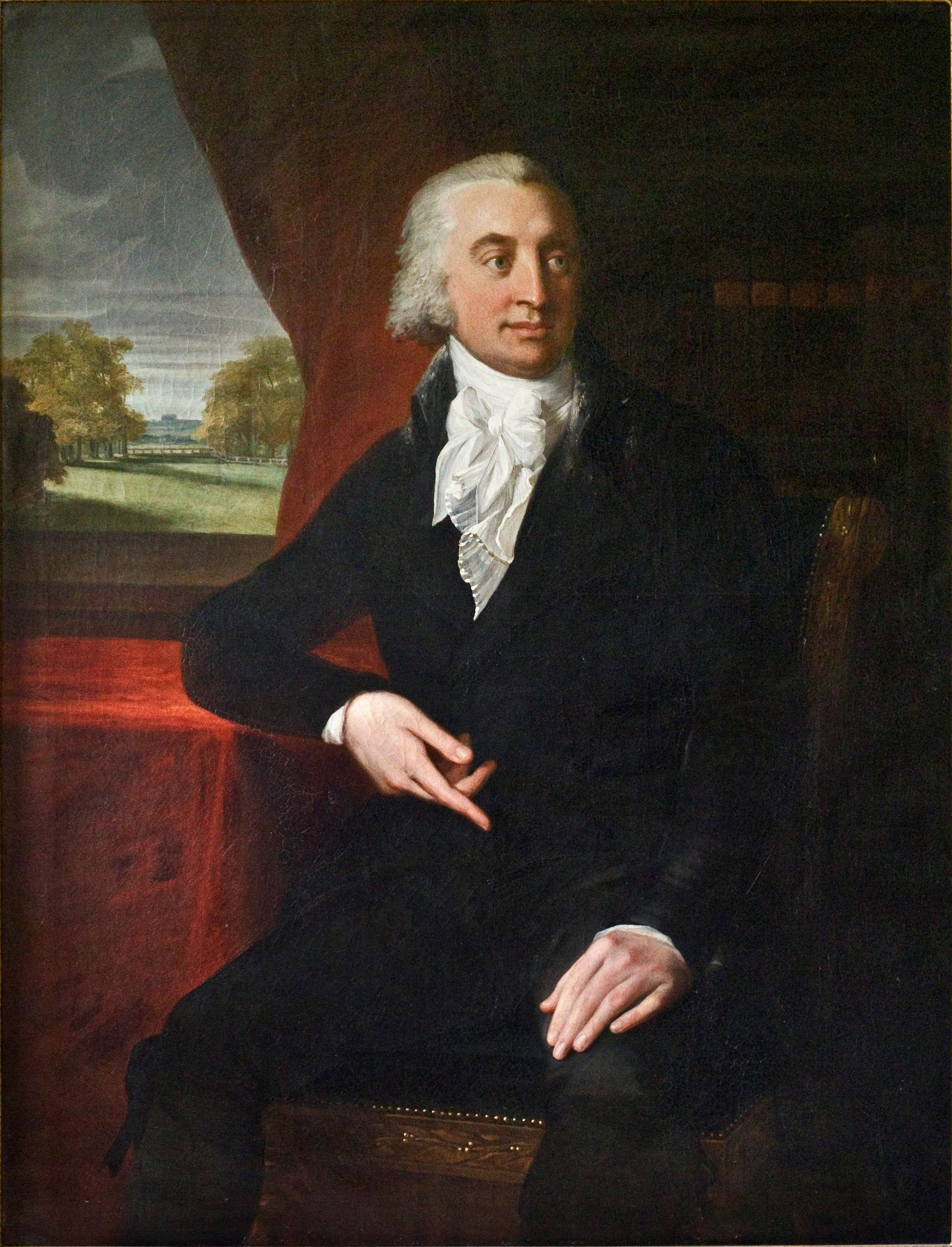
Caspar Voght († 1839)

- 1839: Caspar Voght, hamburgischer Kaufmann und Sozialreformer
- 1840: Dietrich Friedrich von Holstein, deutscher Offizier
- 1840: Maximilian Friedrich Scheibler, deutscher Geistlicher
- 1842: Jacob Auch, deutscher Uhrmacher, Instrumentenbauer und Konstrukteur von Rechenmaschinen
- 1844: Peter Buell Porter, US-Politiker, General und Kriegsminister
- 1845: Johannes Friedrich Ludwig Schröder, deutscher lutherischer Theologe und Mathematiker
- 1847: Mademoiselle Mars, französische Schauspielerin
- 1849: José Bernardo Escobar, Präsident von Guatemala
- 1850: Vinzenz Adelmann, deutscher Mediziner
- 1851: Karl Gustav Hesse, deutscher Mediziner und Schriftsteller
- 1855: Elisa von Ahlefeldt, deutsch-dänische Edelfrau
- 1855: Joseph Aspdin, britischer Erfinder
- 1858: Elisabeth Grossmann, Schweizer Schifferin
- 1866: Rikard Nordraak, norwegischer Komponist

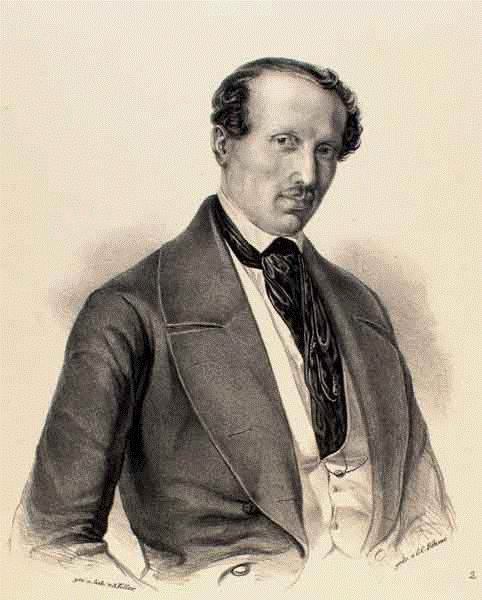
Hans Christian Lumbye († 1874)

- 1874: Hans Christian Lumbye, dänischer Komponist
- 1875: Carl August Abmeyer, deutscher Kantor und Komponist
- 1876: Alois Boczek, österreichischer Finanzbeamter, Journalist, Abgeordneter in der Frankfurter Nationalversammlung
- 1878: Robert Mayer, deutscher Arzt und Physiker
- 1880: Wilhelm Philipp Schimper, elsässischer Botaniker und Paläobotaniker
- 1880: Joaquim Calado, brasilianischer Flötist und Komponist
- 1882: Hermann Karsten, deutscher evangelisch-lutherischer Theologe
- 1884: Wladimir Fjodorowitsch Adlerberg, russischer General und Minister
- 1886: Friedrich David Groneweg, westfälischer Politiker, Rechtsanwalt und Notar
- 1886: Friederike Tomasini, deutsche Opernsängerin
- 1887: Pawel Wassiljewitsch Annenkow, russischer Gutsbesitzer
- 1894: Lajos Kossuth, ungarischer Rechtsanwalt, Politiker und Freiheitskämpfer
- 1895: Günther Friedrich Woldemar, Fürst zur Lippe
- 1895: Ludwig Schläfli, Schweizer Mathematiker
- 1896: Christian Nikolaus Schnittger, deutscher Maler, Zeichner und Fotograf
- 1897: Albert de Meuron, Schweizer Landschafts-, Genre-, Historien- und Porträtmaler
- 1898: Aristide Hignard, französischer Komponist
- 1898: Iwan Iwanowitsch Schischkin, russischer Maler und Grafiker
- 1898: Karl August Tavaststjerna, finnischer Schriftsteller

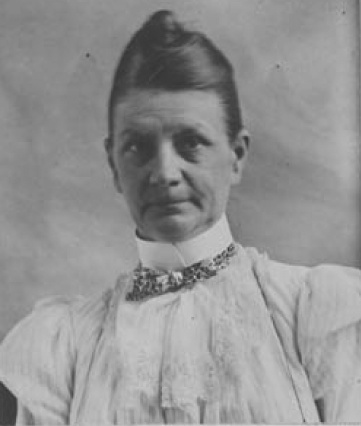
Martha M. Place († 1899)

- 1899ː Martha M. Place, US-amerikanische Mörderin und erste Frau, die auf dem elektrischen Stuhl hingerichtet wurde

### 20. Jahrhundert

#### 1901–1950
- 1906: William Carlile Arnold, US-amerikanischer Politiker
- 1906ː Antonie Berl, deutsche Theaterschauspielerin

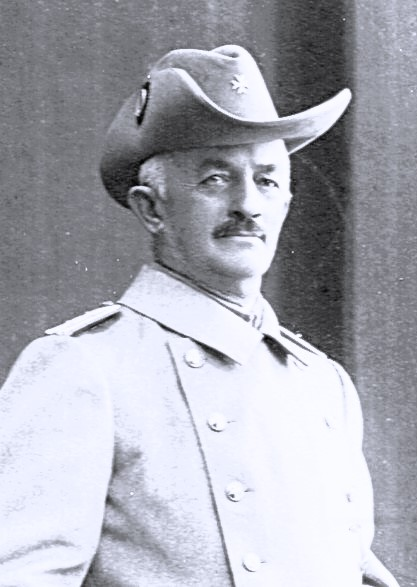
Ernst von Heynitz († 1912)

- 1912: Ernst von Heynitz, deutscher Offizier, Farmer und Gutsbesitzer
- 1913: Erich Jacques Wolff, österreichischer Komponist
- 1919: Paul Wachtsmuth, deutsch-baltischer Pastor und evangelischer Märtyrer
- 1920: Eva Mylott, australische Opernsängerin
- 1925: George Curzon, 1. Marquess Curzon of Kedleston, britischer Politiker
- 1929: Ferdinand Foch, französischer Marschall im Ersten Weltkrieg
- 1930: Arthur Andrews, US-amerikanischer Radrennfahrer
- 1931: Hermann Müller, deutscher Politiker
- 1933: Jefferson De Angelis, US-amerikanischer Schauspieler und Sänger
- 1934: Emma zu Waldeck und Pyrmont, Gemahlin des niederländischen Königs Willem III., Mutter der Königin Wilhelmina
- 1939: Paul Arndt, deutscher Kommunist und Widerstandskämpfer
- 1940: Johann Gottlieb von Langen, deutscher Industrieller
- 1940: Alfred Ploetz, deutscher Arzt und Rassenkundler
- 1942: Wassili Pawlowitsch Kalafati, russischer Komponist
- 1942: Teodoro Valcárcel, peruanischer Komponist
- 1943: Frank Orren Lowden, US-amerikanischer Politiker
- 1943: Franz Nause, deutscher sozialdemokratischer Widerstandskämpfer
- 1943ː Judikje Simons, niederländische Turnerin, Holocaust-Opfer

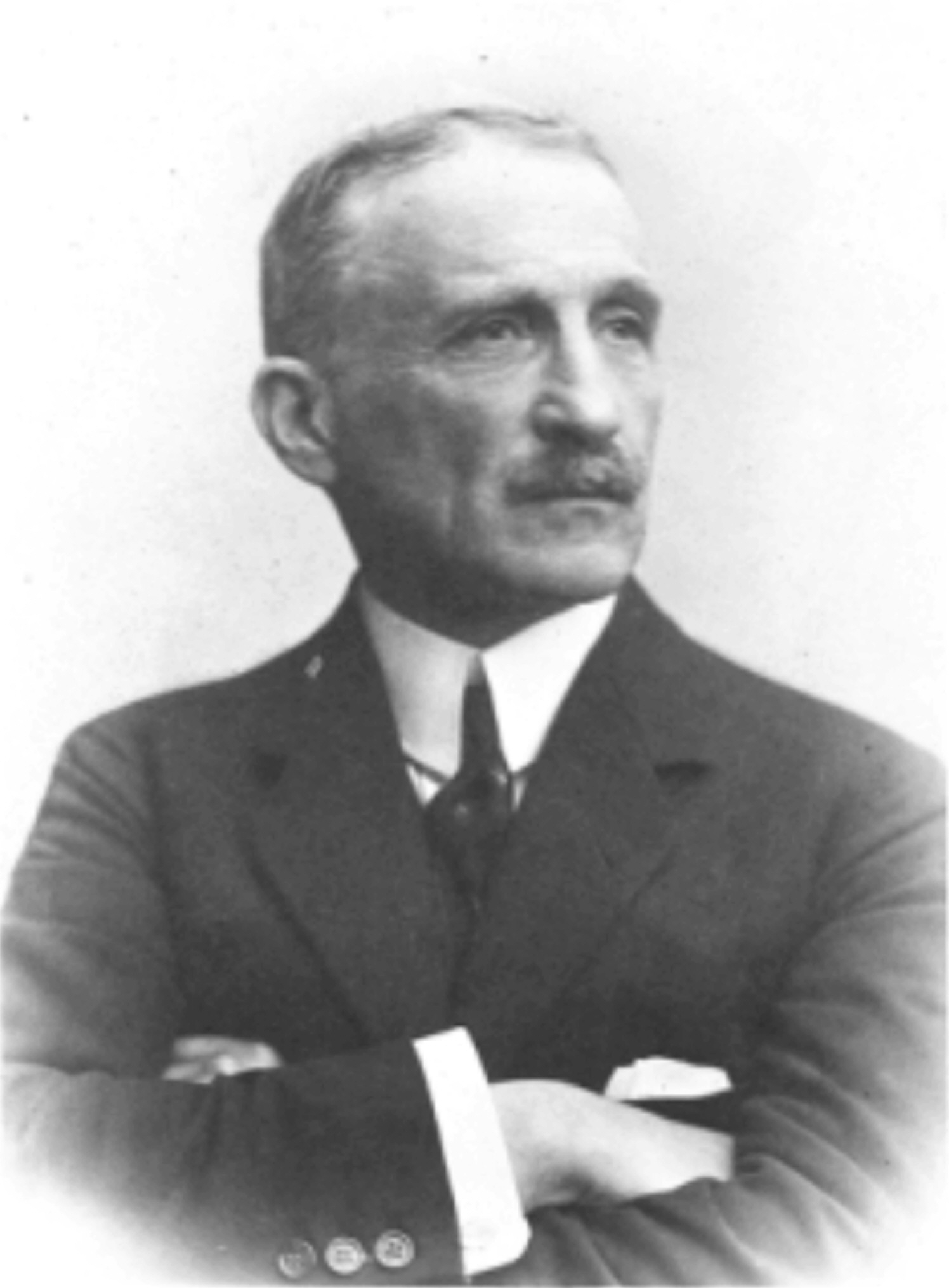
Arthur von Weinberg († 1943)

- 1943: Arthur von Weinberg, deutscher Chemiker und Ehrenbürger von Frankfurt am Main
- 1944: Felix Woyrsch, deutscher Komponist und Musikdirektor
- 1945: Karl d’Angelo, deutscher Druckereibesitzer, Mitglied der SS, KZ-Lagerführer, Polizeidirektor
- 1945: Erhard Auer, deutscher Politiker und erster bayerischer Innenminister
- 1945: Louis Gas, französischer Automobilrennfahrer
- 1945ː Zuzana Glaserová, Opfer des Holocaust
- 1946: Henry Handel Richardson, australische Schriftstellerin
- 1947: Victor Moritz Goldschmidt, deutscher Geochemiker
- 1948: Avedis Aharonian, armenischer Politiker, Revolutionär und Schriftsteller
- 1949: Karl Neuner, deutscher Nordischer Kombinierer
- 1950: Walter Eucken, deutscher Ökonom

#### 1951–2000
- 1951: Kathleen Lockhart Manning, US-amerikanische Komponistin
- 1951: Alfredo Baquerizo Moreno, ecuadorianischer Politiker und Präsident
- 1952: Mario Ajmone Cat, italienischer General
- 1955: Larry Crockett, US-amerikanischer Automobilrennfahrer

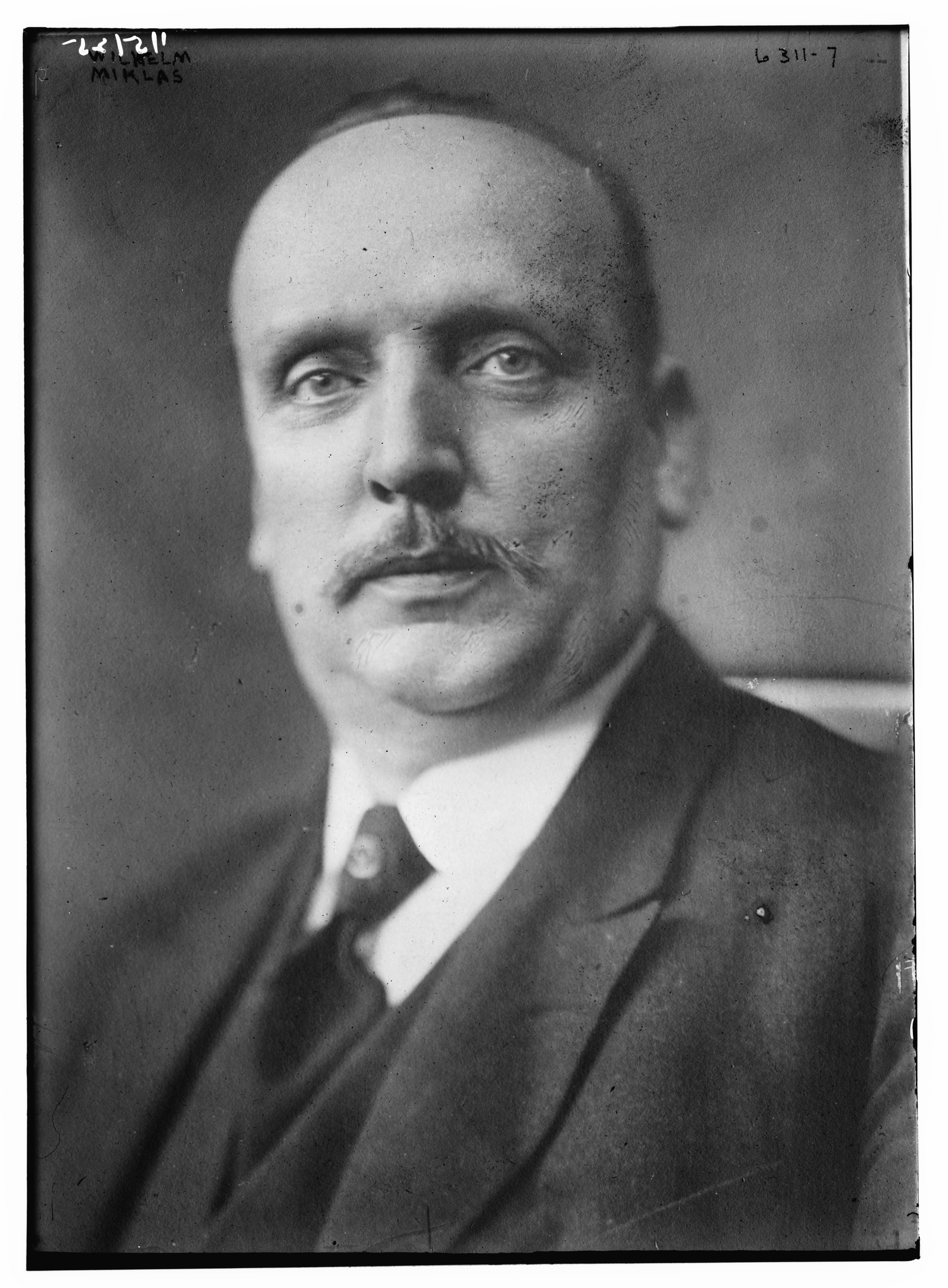
Wilhelm Miklas († 1956)

- 1956: Wilhelm Miklas, österreichischer Politiker, Bundespräsident
- 1958: Yvan Goor, belgischer Rad- und Motorradrennfahrer
- 1960: Régulo Rico, venezolanischer Komponist und Musikpädagoge
- 1961: Emil Lueken, deutscher evangelischer Jurist, Politiker
- 1962: Armando Annuale, italienischer Schauspieler
- 1962: Andrew Ellicott Douglass, US-amerikanischer Astronom
- 1963: Manuel Arteaga, kubanischer Geistlicher, Erzbischof von Havanna und Kardinal
- 1963: Grace Hayle, US-amerikanische Schauspielerin
- 1963: Karl Otten, deutscher Schriftsteller
- 1964: Brendan Behan, irischer Schriftsteller, Journalist und IRA-Aktivist
- 1964: Karl Brammer, deutscher Journalist
- 1964: Otto Marloh, deutscher Offizier und Staatsbeamter
- 1965: Edward Archibald, kanadischer Stabhochspringer
- 1967: Ludwig von Ficker, österreichischer Schriftsteller und Verleger
- 1968: Charles Chaplin junior, US-amerikanischer Schauspieler

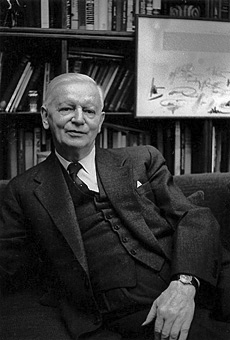
Carl Theodor Dreyer († 1968)

- 1968: Carl Theodor Dreyer, dänischer Stummfilmregisseur
- 1968: Kathleen Long, englische Pianistin und Musikpädagogin
- 1969: Oscar Behrens, deutscher Verwaltungsjurist und Bürgermeister
- 1972: Marilyn Maxwell, US-amerikanische Schauspielerin
- 1972: Curt Proskauer, deutschamerikanischer Zahnarzt und Medizinhistoriker
- 1973: Klaus Eschenburg, deutscher Brigadegeneral im Bundesnachrichtendienst
- 1973: Frederick Levi Attenborough, britischer Akademiker
- 1976: Wilhelm Marschall, deutscher Marineoffizier
- 1978: Hubertus Brieger, deutscher Kinderarzt und Professor
- 1978: Robert Gilbert, deutscher Komponist, Textdichter, Sänger und Schauspieler
- 1981: Väinö Auer, finnischer Geologe und Geograph
- 1981: Edith Schultze-Westrum, deutsche Schauspielerin
- 1982: Marietta Sergejewna Schaginjan, sowjetische Schriftstellerin
- 1983: Rainer Christlein, deutscher Prähistoriker
- 1988: Jeanne Behrend, US-amerikanische Pianistin
- 1988: Gil Evans, kanadischer Jazzmusiker
- 1989: Peter René Körner, deutscher Schauspieler, Sänger und Moderator
- 1989: Armando Soto La Marina, mexikanischer Schauspieler
- 1990: Hildegard Bienen, deutsche bildende Künstlerin
- 1990: Maurice Cloche, französischer Regisseur, Drehbuchautor und Filmproduzent
- 1990: Lew Jaschin, russischer Fußball-Torwart
- 1992: George Whelan Anderson junior, US-amerikanischer Admiral
- 1992: Georges Delerue, französischer Filmkomponist
- 1993: Polykarp Kusch, US-amerikanischer Physiker
- 1993: Elfriede Walesca Tielsch, deutsche Philosophin
- 1995: Michael Arneth, deutscher Theologe und Lehrer
- 1995: Werner Liebrich, deutscher Fußballspieler und -trainer
- 1996: Werner Loeckle, deutscher Ruderer und Mediziner
- 1997: Tony Zale, US-amerikanischer Boxer

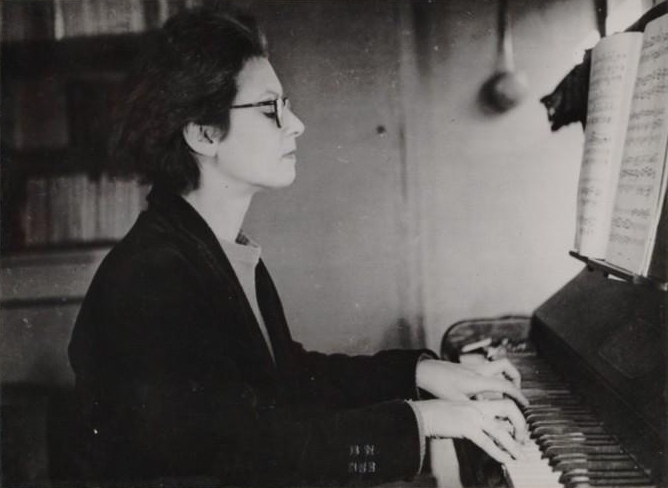
Elsa Barraine († 1999)

- 1999: Elsa Barraine, französische Komponistin

### 21. Jahrhundert
- 2000: Johan Anthierens, belgischer Journalist und Schriftsteller

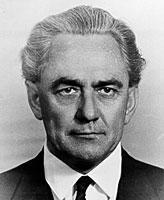
Samuel Warren Carey († 2002)

- 2002: Samuel Warren Carey, australischer Geologe
- 2002: Giulio Alfieri, italienischer Automobil- und Zweiradingenieur
- 2003: Gordian Troeller, luxemburgischer Dokumentarfilmer
- 2004: Juliana von Oranien-Nassau, Königin der Niederlande
- 2006: Dominique Gauthier, kanadischer Arzt und Folkloreforscher
- 2007: Albert Baez, US-amerikanischer Physiker
- 2008: Alexandru Custov, rumänischer Fußballspieler
- 2008: Charles Lenz, Schweizer Zollbeamter
- 2008: Nikolai Sergejewitsch Portugalow, sowjetischer Journalist und Politiker
- 2010: Ai, US-amerikanische Dichterin und Hochschullehrerin
- 2010: Susanna Amatuni, armenische Musikwissenschaftlerin
- 2010: Naim Krieziu, albanischer Fußballspieler
- 2010: Erwin Lehn, deutscher Musiker und Orchesterleiter
- 2010: Robin Milner, britischer Informatiker
- 2011: Bob Christo, australischer Schauspieler
- 2011: Kurt Hauenstein, österreichischer Musiker

- 2013: NMZS, deutscher Rapper

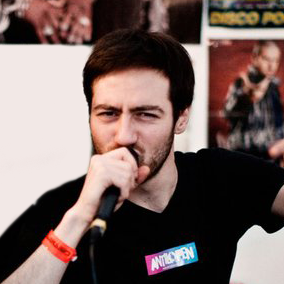
NMZS († 2013)

- 2015: Malcolm Fraser, australischer Politiker
- 2015: A. J. Pero, amerikanischer Schlagzeuger
- 2016: Anker Jørgensen, dänischer Politiker und Ministerpräsident
- 2017: Hida Shuntarō, japanischer Arzt
- 2017: Buck Hill, US-amerikanischer Jazzmusiker
- 2017: David Rockefeller, US-amerikanischer Bankmanager und Philanthrop
- 2017: Leticia Ramos Shahani, philippinische Politikerin
- 2018: Dilbar Abdurahmonova, russisch-usbekische Geigerin und Dirigentin
- 2018: Raoul Gehringer, österreichischer Komponist und Chorleiter
- 2018: Manfred Prasser, deutscher Architekt und Ingenieur
- 2018: Werner Mützel, deutscher Fachverleger und Medien-Unternehmer
- 2020: Kenny Rogers, US-amerikanischer Country-Sänger und Songwriter
- 2021: Milan Hurtala, tschechoslowakischer Ruderer
- 2022: Siegrid Ernst, deutsche Komponistin und Musikpädagogin
- 2022: Eric Hall, britischer Geher
- 2022: Eva Heidemann, deutsche Politikerin
- 2022: Daria Nałęcz, polnische Historikerin und Archivarin
- 2022: Miguel Navarro, spanischer Marathonläufer
- 2022: Gaétan Turcotte, kanadischer Wasserballspieler
- 2022: Gerda Zellentin, deutsche Politikwissenschaftlerin
- 2023: Rolf Brack, deutscher Handballspieler und -trainer
- 2023: Virginia Zeani, rumänische Opernsängerin

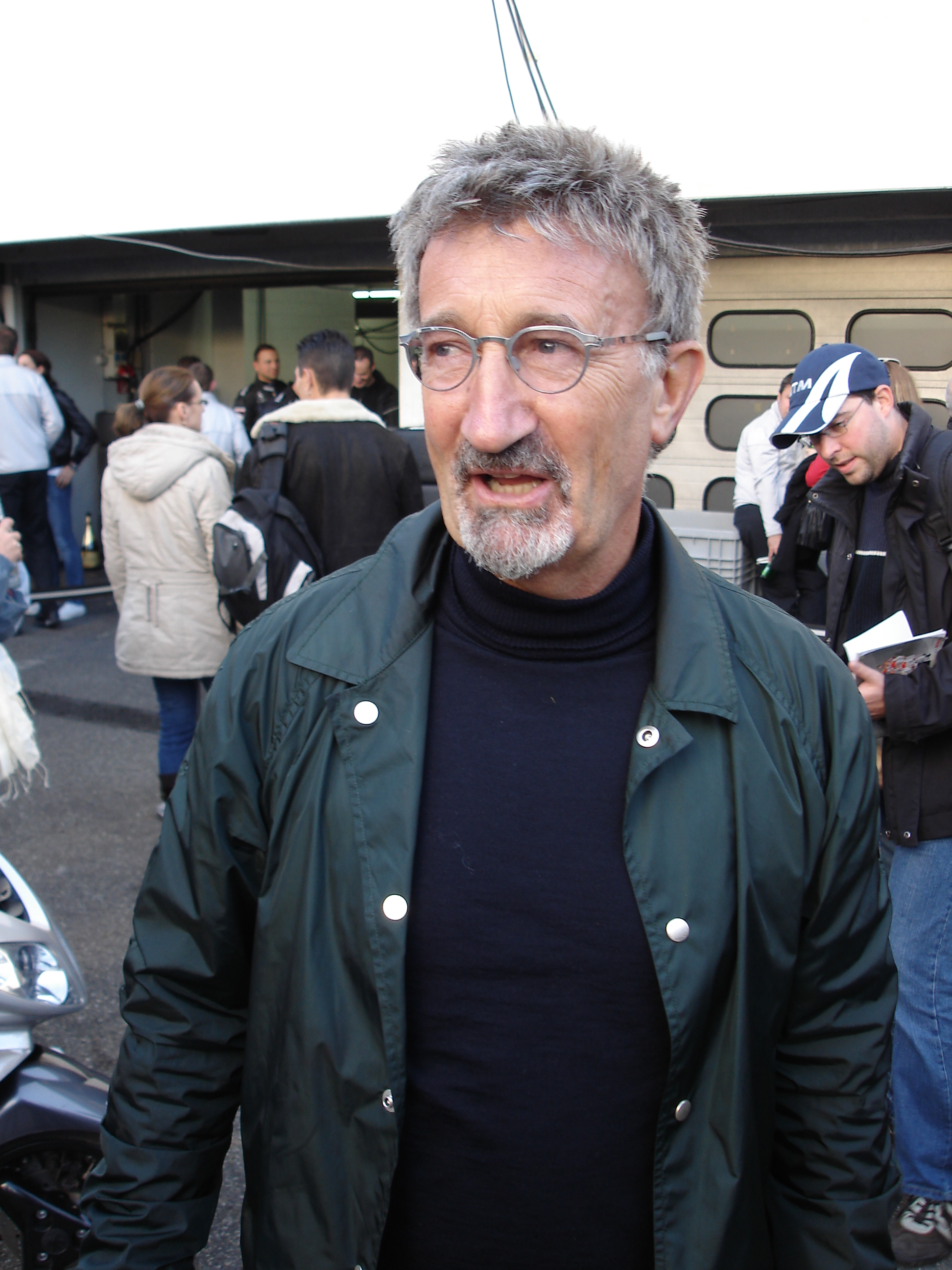
Eddie Jordan († 2025)

- 2025: Eddie Jordan, irischer Automobilrennfahrer, Motorsportmanager und Formel-1-Teambesitzer

## Feier- und Gedenktage
- Kirchliche Gedenktage
  - Cuthbert von Lindisfarne, Bischof (katholisch/anglikanisch)
  - Herbert von Derwent Water, Mönch und Einsiedler (katholisch)
  - Hl. Martin von Braga, Abt und Bischof (katholisch)
  - Albrecht (Preußen), Herzog (evangelisch)

- Namenstage
  - Claudia, Irmgard, Wolfram

- Staatliche Feier- und Gedenktage
  - Tunesien: Unabhängigkeit von Frankreich (1956)

Weitere Einträge enthält die Liste von Gedenk- und Aktionstagen.